# João VI của Bồ Đào Nha
João VI hoặc John VI (tiếng Bồ Đào Nha: João VI; 13 tháng 5 năm 1767 – 10 tháng 3 năm 1826), biệt danh là "the Clement", là vua của Vương quốc Liên hiệp Bồ Đào Nha, Brasil và Algarve từ năm 1816 đến năm 1822, và mặc dù trên thực tế Vương quốc này không còn tồn tại, ông vẫn là vua của nó dưới hình thức de jure trong giai đoạn 1822-1825; sau khi công nhận nền độc lập của Vương quốc Brasil thông qua Hiệp ước Rio de Janeiro năm 1825, ông tiếp tục là vua của Vương quốc Bồ Đào Nha và Algarve cho đến khi ông qua đời một năm sau đó. Theo Hiệp ước này, ông cũng đã trở thành Hoàng đế trên danh nghĩa của Đế chế Brasil mới thành lập, trong khi con trai của ông, Pedro I, là hoàng đế cả de facto và de jure của Brasil.
João VI sinh ra tại Lisbon vào năm 1767, dưới thời trị vì của ông ngoại là Vua José I của Bồ Đào Nha. Ông là con trai thứ hai của Maria, Nữ thân vương xứ Brasil và Vương tử Pedro của Bồ Đào Nha, người sau này trở thành Nữ vương Maria I và Vua Pedro III, đồng trị vì Bồ Đào Nha. João trở thành người thừa kế ngai vàng khi anh trai của ông là Thân vương José xứ Brasil, qua đời vì bệnh đậu mùa vào năm 1788 ở tuổi 27. Trước khi lên ngôi vua Bồ Đào Nha, João mang các tước hiệu Công tước xứ Braganza, Công tước xứ Beja và Thân vương xứ Brazil. Từ năm 1799, ông giữ chức nhiếp chính vương do mẹ ông bị bệnh tâm thần. Năm 1816, Maria I bằng hà, ông kế vị trở thành quân chủ của Đế chế Bồ Đào Nha, không có sự thay đổi thực sự nào về quyền lực của mình, vì ông đã nắm giữ quyền lực tuyệt đối với tư cách là nhiếp chính chính vương từ năm 1799 đến 1816.
Một trong những đại diện cuối cùng của nền quân chủ chuyên chế, ông sống trong một thời kỳ hỗn loạn; triều đại của ông không bao giờ chứng kiến một nền hòa bình lâu dài. Trong suốt thời gian giữ chức nhiếp chính vương và sau này là vua, các cường quốc lớn như Vương quốc Tây Ban Nha, Vương quốc Pháp và quốc gia kế nhiệm sau này là Đệ Nhất Đế chế Pháp và Vương quốc Anh liên tục can thiệp vào công việc nội bộ của Bồ Đào Nha. Bị buộc phải vượt Đại Tây Dương để chạy trốn sang thuộc địa Brasil khi quân đội của Hoàng đế Napoleon I xâm lược Bồ Đào Nha, ông phải đối mặt với các cuộc nổi dậy của phe Tự do; ông bị buộc phải trở lại châu Âu trong bối cảnh cuộc xung đột mới. Cuộc hôn nhân chính trị đã không giúp triều đại của ông ít xung đột hơn, do vợ ông, Vương nữ Carlota Joaquina của Tây Ban Nha, liên tục âm mưu chống lại chồng để ủng hộ lợi ích cá nhân hoặc của người Tây Ban Nha quê hương bà. Ông đã mất Brasil khi con trai ông là Vương tử Pedro tuyên bố độc lập, và một người con trai khác của ông là Vương tử Miguel (sau này Miguel I của Bồ Đào Nha) dẫn đầu một cuộc nổi loạn tìm cách lật đổ ông. Theo nghiên cứu học thuật gần đây, cái chết của ông có thể cũng đã bị gây ra bởi đầu độc asen.
Bất chấp những đau khổ này, João VI đã để lại dấu ấn lâu dài, đặc biệt là ở Brasil, nơi ông đã giúp tạo ra nhiều tổ chức và dịch vụ đặt nền móng cho quyền tự chủ quốc gia, và nhiều nhà sử học coi ông là người khởi đầu để tạo dựng ra một nhà nước Brasil hiện đại. Những người cùng thời với João coi ông là một vị vua tốt bụng và nhân từ, mặc dù các thế hệ sau của người Bồ Đào Nha và Brasil đã biến ông thành chủ đề của những bức biếm họa thường xuyên. Tuy nhiên, trong những thập kỷ gần đây, danh tiếng của ông đã được khôi phục như một vị vua thông minh, người có thể cân bằng nhiều lợi ích cạnh tranh.

## Cuộc sống đầu đời

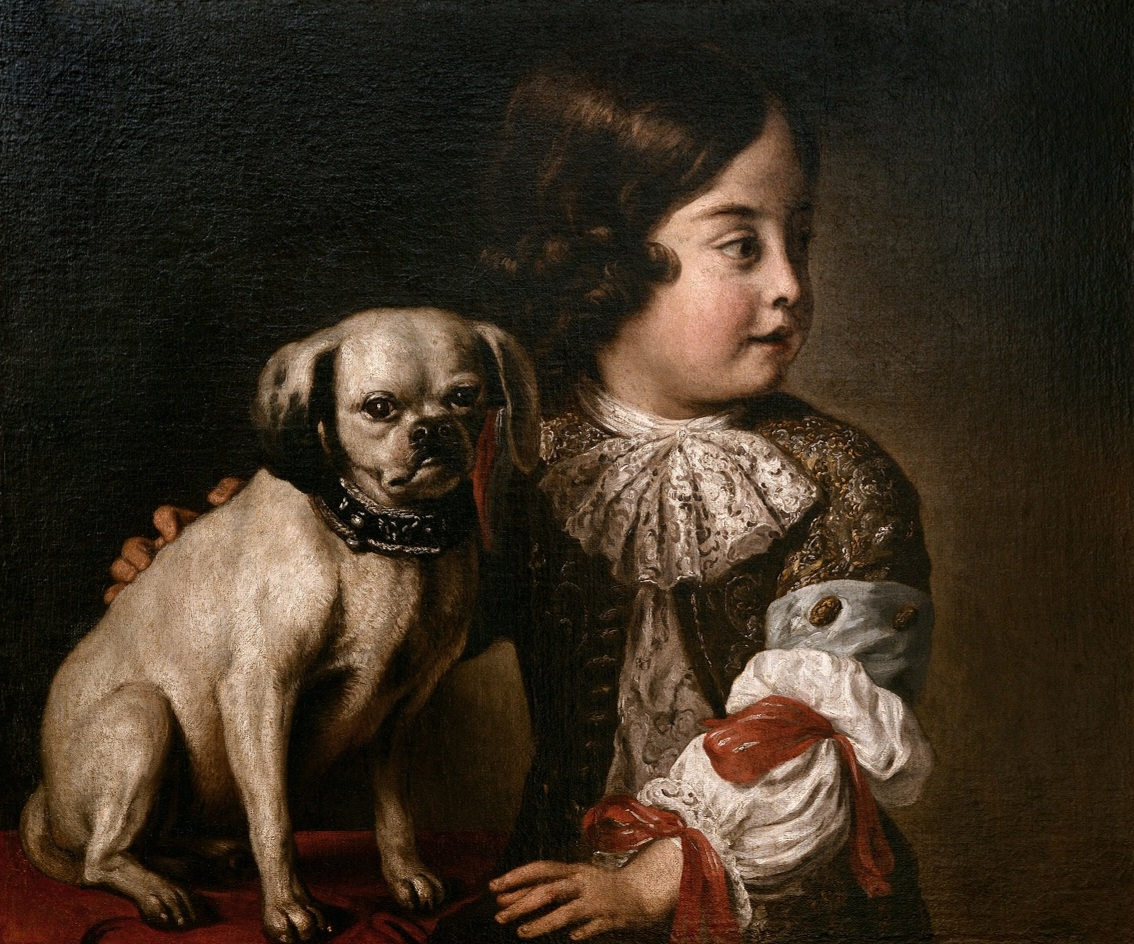
Chân dung Dom João trong vai Infante, 5–6 tuổi, có thể được vẽ bởi Cirilo Volkmar Machado, 1773

João Maria José Francisco Xavier de Paula Luís António Domingos Rafael sinh ngày 13 tháng 5 năm 1767, dưới thời trị vì của ông ngoại, Vua José I của Bồ Đào Nha. Ông là con trai thứ 2 của người con gái cả và người thừa kế của Nhà vua là Maria, Nữ thân vương xứ Brasil (sau này là Nữ vương Maria I của Bồ Đào Nha) và Vương tử Pedro của Bồ Đào Nha (sau này là Vua Pedro III, đồng trị vì với vợ theo luật Jure uxoris). Pedro không chỉ là chồng của Maria mà còn là chú ruột của cô.
João mới 10 tuổi khi ông nội mất và mẹ ông lên ngôi. Tuổi thơ và tuổi trẻ của ông trôi qua lặng lẽ dưới cái bóng của người anh trai và người thừa kế rõ ràng của mẹ mình là José, Thân vương xứ Brasil và Công tước xứ Braganza. Theo dân gian, Vương tử João là một thanh niên khá thiếu văn hóa, nhưng theo Jorge Pedreira e Costa, ông đã được giáo dục nghiêm ngặt như anh trai José của mình. Tuy nhiên, một đại sứ Pháp thời đó đã mô tả ông bằng những màu sắc không mấy tốt đẹp, coi ông là người do dự và chậm chạp. Bản ghi chép về giai đoạn này trong cuộc đời ông quá mơ hồ để các nhà sử học có thể hình thành bất kỳ bức tranh xác định nào. Người ta biết rất ít về hệ thống giáo dục mà áp dụng cho ông. João chắc chắn đã được dạy về tôn giáo, luật pháp, tiếng Pháp và nghi thức xã giao, và có lẽ đã học lịch sử thông qua việc đọc các tác phẩm của Duarte Nunes de Leão và João de Barros.

### Hôn nhân và quyền kế vị

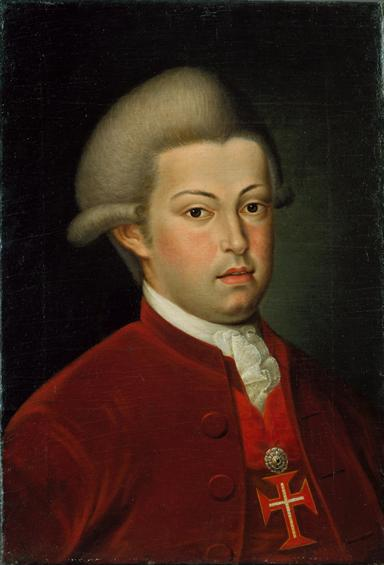
Chân dung João khi còn là Thân vương xứ Brasil của Giuseppe Troni, năm 1788

Năm 1785, Henrique de Meneses, Hầu tước thứ 3 xứ Louriçal, đã sắp xếp một cuộc hôn nhân giữa João và Carlota Joaquina của Tây Ban Nha, con gái của Thân vương và Thân vương phi xứ Asturias (sau này là Vua Carlos IV của Tây Ban Nha và Vương hậu Maria Luisa). Lo sợ về một Liên minh Iberia mới, một số người trong triều đình Bồ Đào Nha đã xem cuộc hôn nhân của João với một vương nữ Tây Ban Nha là một hiểm họa. Carlota Joaquina đã phải chịu đựng 4 ngày thử thách của các đại sứ Bồ Đào Nha trước khi điều ước hôn nhân được xác nhận. Vì João và Carlota Joaquina là họ hàng và vì cô dâu còn nhỏ (lúc đó cô mới 10 tuổi), nên cuộc hôn nhân cần phải có sự chấp thuận của Giáo hoàng. Sau khi được xác nhận, lễ hôn phối đã được ký kết tại phòng ngai vàng của triều đình Tây Ban Nha với sự tham gia của cả hai vị vua. Ngay sau đó là một cuộc hôn nhân ủy nhiệm. Cuộc hôn nhân đã được hoàn tất 5 năm sau đó.
Carlota Joaquina được tiếp đón tại Cung điện Công tước xứ Vila Viçosa vào đầu tháng 5 năm 1785, và vào ngày 9 tháng 6, cặp đôi đã nhận được lời chúc phúc hôn nhân tại nhà nguyện của cung điện. Tuy nhiên, cuộc hôn nhân có vẻ không mấy thoải mái. Một cuộc trao đổi thư từ cần mẫn giữa João và Mariana vào thời điểm đó cho thấy rằng sự vắng mặt của em gái đã đè nặng lên ông và khi so sánh cô với người vợ trẻ của mình, ông đã viết, "Cô ấy rất thông minh và có nhiều phán đoán, trong khi em thì không, và anh rất thích cô ấy, nhưng dù sao thì anh cũng không thể yêu cô ấy như vậy". Cô dâu trẻ của João không có khuynh hướng ngoan ngoãn, đôi khi cần phải được chính Nữ vương Maria sửa sai. Ngoài ra, sự chênh lệch tuổi tác giữa họ (João mới 17 tuổi) khiến ông cảm thấy không thoải mái và lo lắng. Vì Carlota Joaquina còn quá trẻ nên cuộc hôn nhân chưa được hoàn tất, và João đã viết, "Đây là thời điểm tôi sẽ chơi đùa nhiều với Carlota. Theo cách mọi thứ diễn ra, tôi nghĩ là 6 năm nữa. Tốt hơn là cô ấy nên trưởng thành hơn một chút so với khi cô ấy đến". Cuộc hoàn tất hôn nhân phải đợi đến năm 1790. Năm 1793, Carlota Joaquina sinh đứa con đầu lòng trong số 9 người con: Teresa, Nữ thân vương xứ Beira.
Cái chết của anh trai José, vào ngày 11 tháng 9 năm 1788, khiến João lúc đó 21 tuổi trở thành người thừa kế ngai vàng, với tước hiệu Thân vương xứ Brazil và Công tước xứ Braganza. Người ta hy vọng rất nhiều vào José, người gắn bó với những ý tưởng tiến bộ của Chủ nghĩa Khai sáng và có vẻ như có khuynh hướng ủng hộ các chính sách chống giáo sĩ của Sebastião José de Carvalho e Melo, Hầu tước thứ nhất xứ Pombal.
Ngược lại, João nổi tiếng với lòng sùng đạo và sự gắn bó với chủ nghĩa chuyên chế. Cuộc khủng hoảng kế vị trở nên trầm trọng hơn với cái chết vào tháng 11 năm 1788 của người xưng tội của Nữ vương là Inácio de São Caetano, Giám mục hiệu tòa xứ Thessaloniki. Giám mục là một nhân vật chính trị quyền lực, ảnh hưởng đến sự lựa chọn gây tranh cãi của các bộ trưởng của Nữ hoàng ủng hộ João, nhưng không phải không gặp phải sự phản đối mạnh mẽ từ những người trung thành quan trọng có tham vọng cho những chức vụ đó. Vào năm sau cái chết của anh trai mình và Tổng giám mục, João bị bệnh đến mức không chắc chắn về sự sống còn của chính mình. Ông đã hồi phục, nhưng vào năm 1791, ông lại bị bệnh "chảy máu từ miệng và ruột", theo ghi chú do giáo sĩ của Hầu tước Marialva để lại, người nói thêm rằng tinh thần của João luôn chán nản. Điều này đã tạo ra một bầu không khí căng thẳng và không chắc chắn về sự kế vị tương lai của ông.

## Nhiếp chính vương

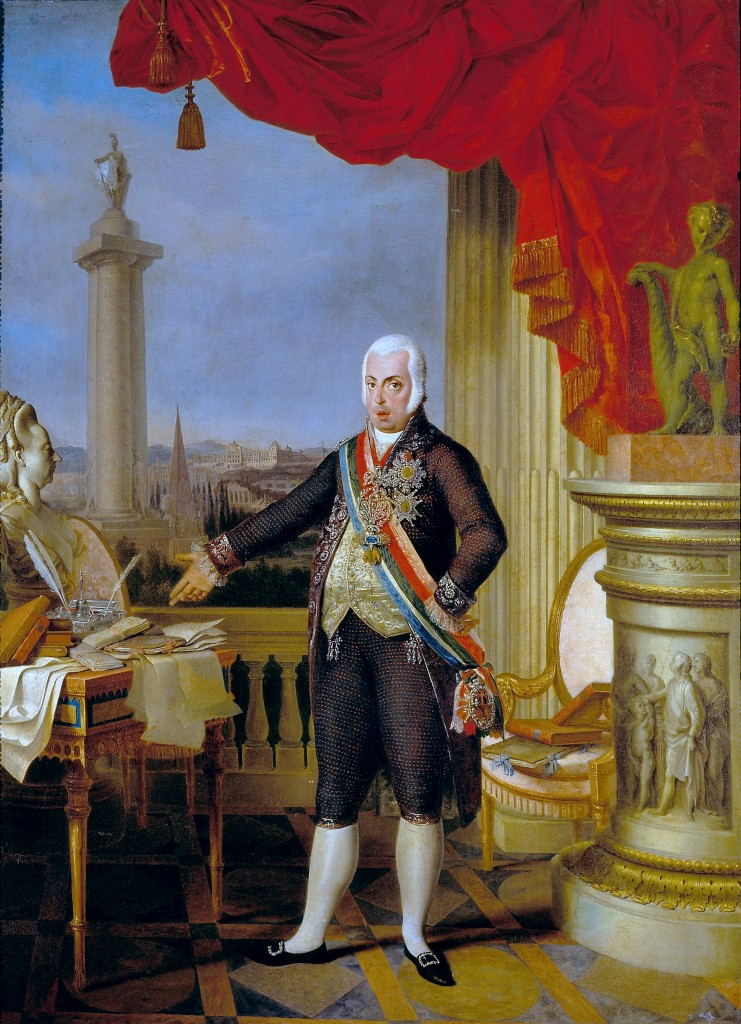
Nhiếp chính vương João với tượng bán thân của mẹ mình là Maria I của Bồ Đào Nha.

Mẹ của João là Nữ vương Maria I của Bồ Đào Nha ngày càng có dấu hiệu bất ổn về mặt tinh thần. Do bệnh tật, Nữ vương được coi là không đủ khả năng cai trị và João về cơ bản đã nắm quyền kiểm soát đất nước. João miễn cưỡng nắm quyền lực, từ chối ý tưởng về một chế độ nhiếp chính chính thức. Điều này mở đường cho các thành phần của giới quý tộc thành lập một chính phủ trên thực tế thông qua một Hội đồng. Một số tin đồn nói rằng João có biểu hiện của các triệu chứng điên loạn và rằng ông có thể bị ngăn cản cai trị. Theo luật lâu đời hướng dẫn chế độ nhiếp chính, nếu nhiếp chính qua đời hoặc mất khả năng vì bất kỳ lý do gì và có con dưới 14 tuổi (đó là hoàn cảnh của João vào thời điểm đó), thì quyền cai trị sẽ do những người giám hộ của những đứa trẻ đó thực hiện hoặc, nếu những người giám hộ chưa được chỉ định chính thức, thì do vợ của nhiếp chính thực hiện. Trong trường hợp của João, đó sẽ là một Vương nữ Tây Ban Nha. Nỗi sợ hãi, sự nghi ngờ và âm mưu bao trùm toàn bộ khuôn khổ thể chế của quốc gia.
Cùng lúc đó, Cách mạng Pháp đã làm bối rối và kinh hoàng các gia tộc đang trị vì ở châu Âu. Vào tháng 1 năm 1793, những người cách mạng đã hành quyết Vua Louis XVI của họ, dẫn đến phản ứng quốc tế. Vào ngày 15 tháng 7, Bồ Đào Nha đã ký một hiệp ước với Tây Ban Nha và vào ngày 26 tháng 9 đã liên minh với Vương quốc Anh. Cả hai hiệp ước đều cam kết hỗ trợ lẫn nhau chống lại nước Pháp cách mạng và đưa 6 nghìn binh lính Bồ Đào Nha tham gia Chiến tranh Pyrenees (1793–1795), một chiến dịch bắt đầu bằng một cuộc tiến quân đến Roussillon ở Pháp và kết thúc bằng thất bại khi Pháp chinh phục vùng đông bắc Tây Ban Nha. Điều này đã tạo ra một vấn đề ngoại giao tế nhị, vì Bồ Đào Nha không thể hòa bình với Pháp mà không làm tổn hại đến liên minh với Anh liên quan đến một số lợi ích ở nước ngoài. Do đó, người Bồ Đào Nha đã tìm kiếm một sự trung lập tỏ ra mong manh và căng thẳng.
Sau thất bại, Tây Ban Nha đã từ bỏ liên minh với Bồ Đào Nha và liên minh với Pháp theo Hòa ước Basel. Với việc Anh quá mạnh để Pháp có thể tấn công trực tiếp, Pháp đã nhắm đến Bồ Đào Nha. Năm 1799, João chính thức nắm quyền cai trị với tư cách là nhiếp chính vương nhân danh mẹ mình; cùng năm đó, Napoleon Bonaparte đã dàn dựng cuộc đảo chính ngày 18 tháng Sương mù ở Pháp để leo lên chức Đệ nhất Tổng tài và ép buộc Tây Ban Nha phải ra tối hậu thư buộc Bồ Đào Nha phải cắt đứt quan hệ với Vương quốc Anh và phục tùng quyền lợi của Napoleon. Với sự từ chối của João, sự trung lập trở nên không khả thi. Tây Ban Nha và Pháp xâm lược Bồ Đào Nha vào năm 1801, gây ra Chiến tranh Cam; Bồ Đào Nha bại trận đã ký Hiệp ước Badajoz và Hiệp ước Madrid sau đó, điều khoản của hiệp ước buộc Bồ Đào Nha nhượng lại lãnh thổ cho Tây Ban Nha, đặc biệt là Olivenza, và nhượng bộ Pháp một số vùng lãnh thổ thuộc địa. Với những lợi ích xung đột giữa tất cả các quốc gia liên quan, cuộc chiến được đánh dấu bằng những động thái mơ hồ và các thỏa thuận bí mật. Bồ Đào Nha, với tư cách là bên yếu nhất, không thể tránh khỏi cuộc đấu tranh liên tục. Cùng lúc đó, João phải đối mặt với kẻ thù trong nước. Vợ ông, Vương nữ Carlota Joaquina, trung thành với lợi ích của Tây Ban Nha, đã khởi xướng một âm mưu với mục tiêu phế truất chồng mình và tự mình nắm quyền. Sau khi nỗ lực này thất bại vào năm 1805, Carlota bị trục xuất khỏi triều đình; bà cư trú tại Cung điện Queluz, trong khi João cư trú tại Cung điện Mafra. Chính những sự kiện như thế này đã khiến người dân Bồ Đào Nha đặt câu hỏi liệu João có đủ khả năng chèo chống đất nước hay không và liệu ông có bất lực trong việc cai trị như mẹ mình hay không?.

### Đào tẩu đến Brasil

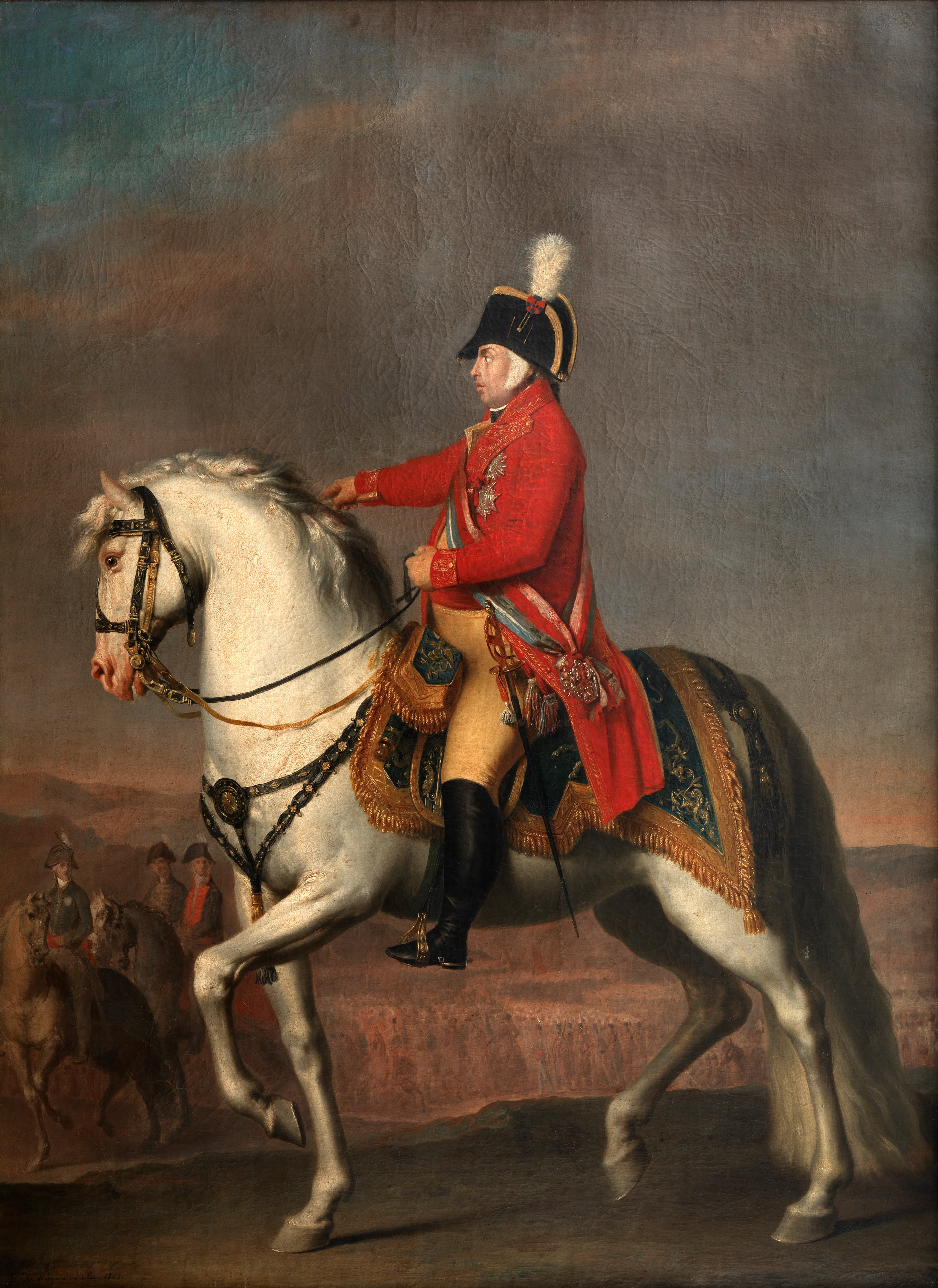
Nhiếp chính vương duyệt binh tại Azambuja, năm 1803

João đã chơi một ván bài tuyệt vọng với Pháp để có thêm thời gian. Ông giả vờ phục tùng Pháp, đến mức đề nghị với Vua George III của Anh tuyên bố tình trạng chiến tranh giả giữa hai nước, nhưng ông không tuân theo chỉ thị của Napoleon về Hệ thống phong tỏa Lục địa (một cuộc phong tỏa chống lại Vương quốc Anh). Một hiệp ước bí mật mới với Anh đảm bảo cho ông sự giúp đỡ trong trường hợp hoàng gia Bồ Đào Nha phải rời bỏ đất nước. Hiệp định này rất có lợi cho người Anh và duy trì ảnh hưởng của họ đối với Bồ Đào Nha, vì các thương gia Anh tiếp tục kiếm được lợi nhuận khổng lồ trong hoạt động buôn bán với đế chế liên lục địa Bồ Đào Nha. Bồ Đào Nha phải lựa chọn giữa liên minh với Pháp hoặc với Anh, và sự do dự trong việc quyết định đã khiến Bồ Đào Nha có nguy cơ chiến tranh với cả hai. Vào tháng 10 năm 1807, có tin tức cho biết một đội quân Pháp đang tiến đến, và vào ngày 16 tháng 11, một hạm đội Anh đã đến cảng Lisbon với lực lượng gồm 7 nghìn người với mệnh lệnh hộ tống hoàng gia Bồ Đào Nha đến Brasil hoặc, nếu Bồ Đào Nha đầu hàng Pháp, thì hạm đội sẽ tấn công và đánh chiếm kinh đô Lisbon. Triều đình chia rẽ giữa phe Pháp và phe Anh, và sau khi cân nhắc kỹ lưỡng dưới áp lực từ cả hai phía, Nhiếp chính vương quyết định chấp nhận sự bảo vệ của người Anh và vượt Đại Tây Dương để đến Brasil dưới sự hộ tống của đoàn thuyền chiến này.
Đội quân xâm lược do Jean-Andoche Junot chỉ huy đã tiến quân khá khó khăn, mãi đến ngày 30 tháng 11 năm 1807 mới đến được cổng kinh thành Lisbon. Vào thời điểm này, Nhiếp chính vương, cùng toàn bộ gia đình hoàng gia và một nhóm lớn quý tộc, viên chức nhà nước và người hầu, đã lên tàu, để lại chính quyền dưới quyền nhiếp chính với khuyến nghị rằng quân đội không được tham gia vào các cuộc giao tranh với kẻ xâm lược. Việc rời đi vội vã trong một trận mưa lớn đã gây ra sự hỗn loạn ở Lisbon vì người dân kinh ngạc không thể tin rằng Nhiếp chính vương của họ đã bỏ rơi họ. Theo lời kể của José Acúrsio das Neves, việc rời đi đã gây ra cảm xúc sâu sắc cho João:
Ông muốn nói nhưng không thể nói; ông muốn di chuyển và, vì bị co giật, không thể bước đi; ông ta bước qua vực thẳm, và hình dung ra một tương lai đen tối và bất định như đại dương mà ông ta sắp phải giao nộp mình. Đất nước, thủ đô, vương quốc, chư hầu, ông ta sắp rời bỏ tất cả những thứ này một cách đột ngột, với rất ít hy vọng được nhìn thấy chúng một lần nữa, và tất cả đều là những chiếc gai đâm vào trái tim ông ta.

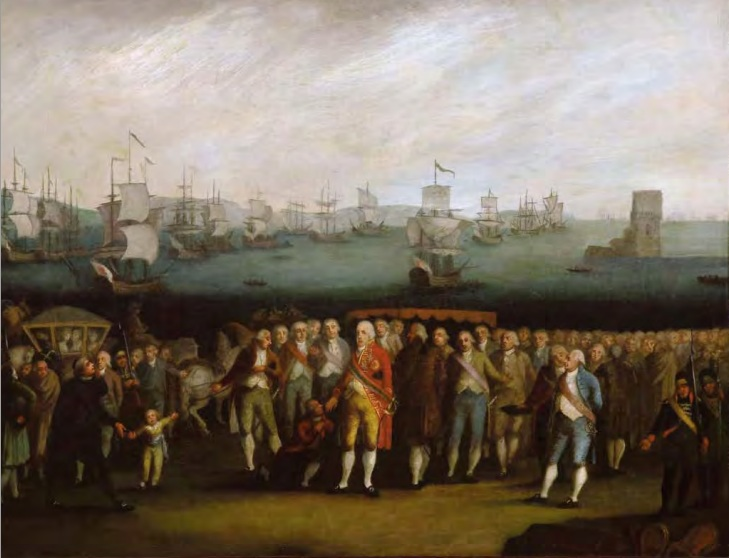
Quá trình lên tàu của João và Hoàng gia, năm 1810

Để giải thích với người dân, João ra lệnh dán áp phích dọc theo các con phố, nêu rõ rằng việc ông ra đi là không thể tránh khỏi mặc dù đã nỗ lực hết sức để đảm bảo sự toàn vẹn và hòa bình của Vương quốc. Các áp phích khuyến nghị mọi người giữ bình tĩnh, trật tự và không chống lại những kẻ xâm lược, để máu không phải đổ vô ích. Vì vội vã ra đi, Nhiếp chính vương đã ở trên một con tàu cùng với mẹ và các con trai là Vương tôn Pedro, Thân vương xứ Beira (sau này là Hoàng đế Pedro I của Brasil và Vua Pedro IV của Bồ Đào Nha), và Vương tôn Miguel (sau này là Vua Miguel I của Bồ Đào Nha). Đây là một quyết định thiếu thận trọng vì những nguy hiểm của chuyến đi xuyên Đại Tây Dương vào thời đại đó, vì nó gây nguy hiểm cho việc kế vị ngai vàng trong trường hợp đắm tàu. Carlota Joaquina và các con gái của bà ở trên hai con tàu khác. Số lượng người lên tàu cùng João vẫn là vấn đề gây tranh cãi; vào thế kỷ XIX, người ta nói có đến 30.000 người di cư; các ước tính gần đây hơn dao động từ 500 đến 15.000, con số sau gần bằng sức chứa tối đa của hạm đội gồm mười lăm tàu, bao gồm cả thủy thủ đoàn. Tuy nhiên, con số đó vẫn quá đông. Theo Pedreira e Costa, tính đến tất cả các biến số, con số có khả năng xảy ra nhất rơi vào khoảng từ 4 đến 7 nghìn người cộng với thủy thủ đoàn. Nhiều gia đình đã bị chia cắt, và ngay cả các quan chức cấp cao cũng không đảm bảo được một vị trí trên tàu và bị bỏ lại phía sau. Chuyến đi không phải là một chuyến đi yên bình. Một số tàu ở trong tình trạng bấp bênh, và tình trạng quá đông đúc đã tạo ra những điều kiện nhục nhã cho giới quý tộc, phần lớn trong số họ phải ngủ co ro ngoài trời trong các khoang tàu. Điều kiện vệ sinh kém, bao gồm cả một trận dịch chấy rận. Nhiều người đã không mang theo kịp quần áo để thay. Một số người bị ốm. Nguồn cung cấp khan hiếm, dẫn đến việc phân phối theo khẩu phần. Đoàn tàu đã dành 10 ngày gần như bị đóng băng ở vùng xích đạo dưới cái nóng thiêu đốt khiến tâm trạng trở nên khá tồi tệ. Đoàn tàu cũng phải đối mặt với hai cơn bão và cuối cùng đã bị phân tán gần Quần đảo Madeira. Giữa chuyến đi, Nhiếp chính vương João đã thay đổi kế hoạch của mình và quyết định đi đến Salvador, Bahia, có lẽ vì lý do chính trị. Ông muốn làm hài lòng cư dân của thủ đô đầu tiên của thuộc địa, nơi đã có nhiều dấu hiệu bất mãn với việc mất đi vị thế cũ của mình. Các con tàu chở vợ và con gái của ông đã dừng lại ở điểm đến ban đầu là Rio de Janeiro.

### Chuyển đổi thuộc địa

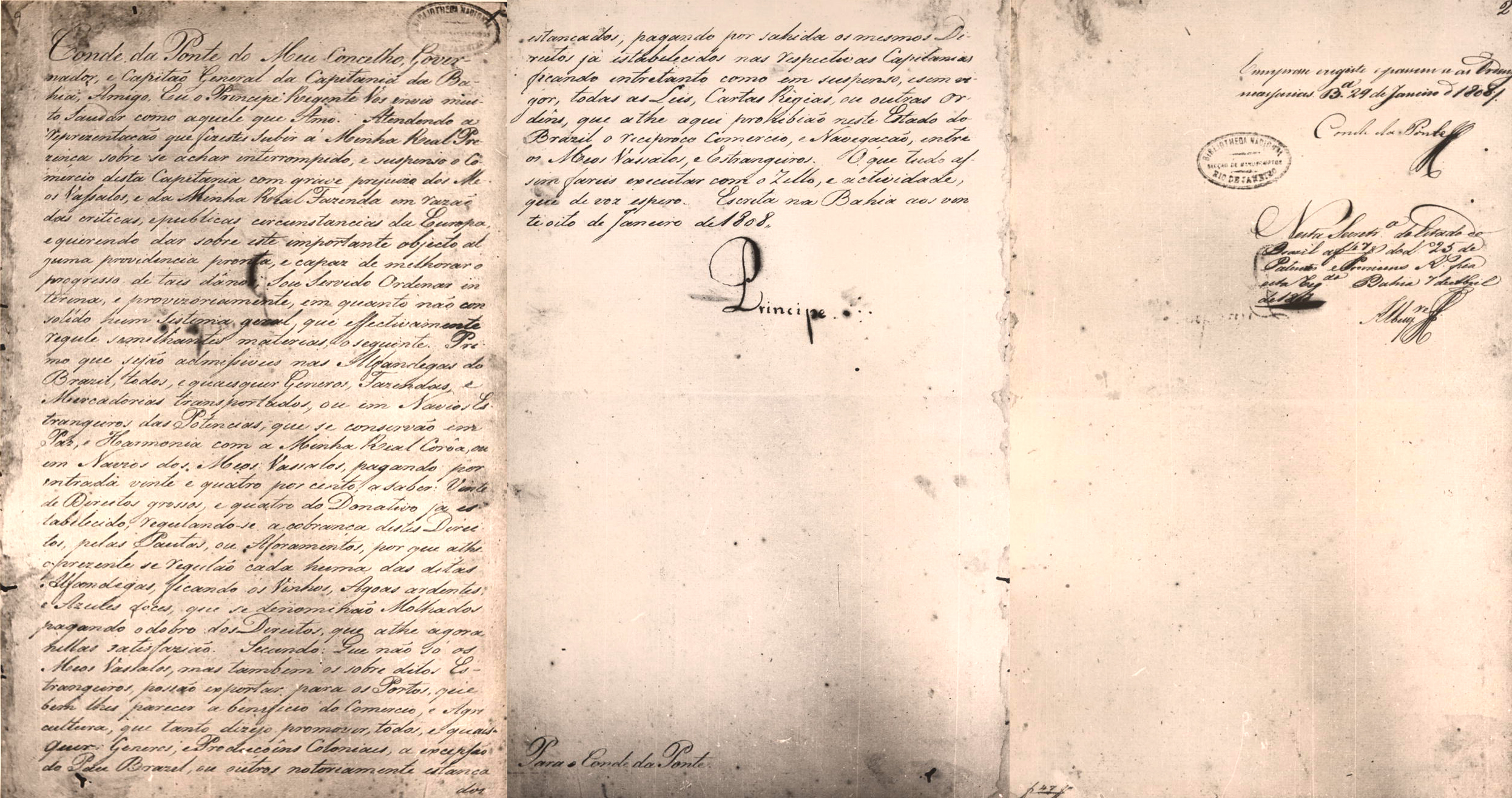
Sắc lệnh mở cửa cảng, Thư viện quốc gia Brasil

Vào ngày 22 tháng 1 năm 1808, con tàu của Nhiếp chính vương và hai con tàu khác đã đến Baía de Todos os Santos, Brasil. Đường phố Salvador vắng tanh, vì thống đốc, Bá tước Ponte, muốn chờ mệnh lệnh của Nhiếp chính vương trước khi cho phép người dân tiếp đón ông. Thấy thái độ này kỳ lạ, João ra lệnh rằng tất cả mọi người có thể tiếp đón nếu họ muốn. Tuy nhiên, để giới quý tộc có thể bình tĩnh lại sau một hành trình gian khổ như vậy, cuộc đổ bộ đã bị hoãn lại cho đến ngày hôm sau, khi họ được chào đón vui vẻ giữa một đám rước, tiếng chuông rung và lễ kỷ niệm Te Deum tại Nhà thờ chính tòa Salvador. Trong những ngày tiếp theo, João đã tiếp đón tất cả những người muốn tỏ lòng tôn kính hoàng gia, ban hành nghi lễ beija-mão (hôn tay nhà vua) và ban cho nhiều lòng thương xót khác nhau. Trong số những người sau này, ông đã ra sắc lệnh thành lập một loạt bài giảng công khai về kinh tế và một trường phẫu thuật, nhưng hành động quyết định nhất của ông vào thời điểm này là Sắc lệnh mở cửa cảng cho các quốc gia thân thiện (Decreto de Abertura dos Portos às Nações Amigas), một biện pháp có tầm quan trọng to lớn về chính trị và kinh tế và là biện pháp đầu tiên trong số nhiều biện pháp nhằm cải thiện điều kiện ở thuộc địa. Tuy nhiên, Vương quốc Anh, nước có nền kinh tế phụ thuộc phần lớn vào thương mại hàng hải và đối với nước này, chế độ quân chủ Bồ Đào Nha và Brasil hiện là một dạng bảo hộ, là nước hưởng lợi trực tiếp nhất.

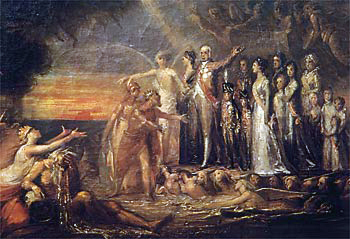
Câu chuyện ngụ ngôn về sự xuất hiện của Nhiếp chính vương João và gia đình ông ở Brasil

Salvador đã dành một tháng để kỷ niệm sự hiện diện của triều đình và cố gắng thuyết phục triều đình biến nơi này thành trụ sở mới của triều đình lưu vong. Cư dân đề nghị xây dựng một cung điện xa hoa làm nơi ở cho gia đình hoàng gia, nhưng João đã từ chối và tiếp tục chuyến đi, sau khi đã thông báo với nhiều quốc gia khác về ý định lập thủ đô tại Rio de Janeiro. Con tàu của ông vào Vịnh Guanabara vào ngày 7 tháng 3, nơi ông gặp các con gái và những thành viên khác trong đoàn tùy tùng của mình, những người đã đến trước đó. Vào ngày 8, toàn bộ triều đình cuối cùng đã xuống tàu và thấy một thành phố được trang hoàng để chào đón họ bằng 9 ngày lễ kỷ niệm không gián đoạn. Một biên niên sử gia nổi tiếng của thời đại đó, Cha Perereca, người đã tận mắt chứng kiến sự xuất hiện của triều đình, trong khi than thở về tin tức về cuộc xâm lược của Bồ Đào Nha, cũng có trực giác được tầm quan trọng của sự xuất hiện của triều đình trên đất Brazil:
Nếu động cơ của nỗi buồn và đau khổ lớn đến vậy, thì nguyên nhân của sự thoải mái và vui sướng cũng không kém: một trật tự mới của mọi thứ sắp bắt đầu ở khu vực này của bán cầu nam. Bản thiết kế của Đế chế Brasil đã có thể được xem xét, và mong muốn bàn tay quyền năng của Nhiếp chính vương của chúng ta sẽ đặt viên đá đầu tiên cho sự vĩ đại, thịnh vượng và quyền lực trong tương lai của đế chế mới.

João đã giúp thay đổi Brasil từ một thuộc địa bình thường thành một xã hội bùng nổ. Điều này đã được thực hiện, phần lớn, để thành lập một chính phủ mới tại thủ đô Rio de Janeiro. Với một chính phủ, bộ máy thiết yếu của một quốc gia có chủ quyền trở nên tất yếu: các quan chức dân sự, tôn giáo và quân sự cấp cao, các nhà quý tộc và chuyên gia tự do, thợ thủ công lành nghề và công chức. Đối với nhiều học giả, việc chuyển giao triều đình đến Rio đã bắt đầu thành lập nhà nước Brasil hiện đại và tạo thành bước đầu tiên của Brasil hướng tới nền độc lập thực sự. Mặc dù Brasil vào thời điểm đó vẫn chính thức là một thuộc địa của Bồ Đào Nha, theo lời của Caio Prado, Jr.
"Thiết lập một chế độ quân chủ tại Brasil, nhiếp chính vương đã bãi bỏ chế độ thuộc địa mà đất nước đã sống cho đến lúc đó. Mọi đặc điểm của chế độ [thuộc địa] đó đều biến mất, phần duy nhất còn lại của tình hình thuộc địa là nằm dưới sự quản lý của một chính phủ nước ngoài. Lần lượt, các hoạt động cũ của chính quyền thuộc địa bị bãi bỏ và thay thế bằng hoạt động của một quốc gia có chủ quyền. Các hạn chế về kinh tế đã sụp đổ và những suy nghĩ về lợi ích của đất nước được đưa lên hàng đầu trong chính sách của chính phủ".

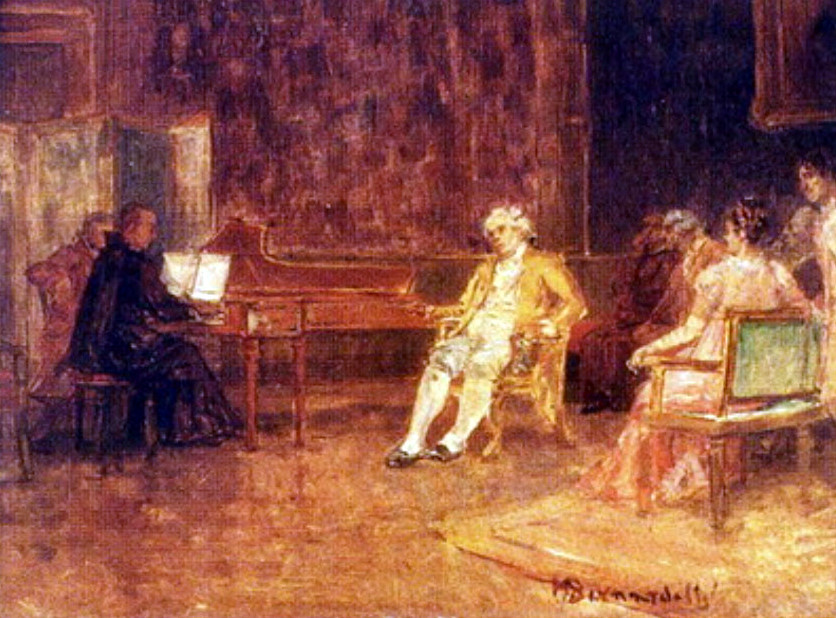
Vua John Lắng nghe Cha José Maurício

Nhưng trước tiên, cần phải cung cấp chỗ ở cho những người mới đến, một vấn đề khó giải quyết do quy mô chật chội của thành phố Rio vào thời điểm đó. Đặc biệt, có rất ít ngôi nhà phù hợp với giới quý tộc, đặc biệt là trường hợp của gia đình hoàng gia, những người được bố trí trong cung điện phó vương, ngày nay được gọi là Paço Imperial (Cung điện Hoàng gia). Mặc dù rộng lớn, nhưng nơi này không thoải mái và không giống với các cung điện ở Bồ Đào Nha. Mặc dù rộng lớn nhưng vẫn không đủ chỗ cho tất cả mọi người, vì vậy các tòa nhà lân cận cũng bị trưng dụng, chẳng hạn như Tu viện Carmelite, tòa thị chính và thậm chí cả nhà tù. Để đáp ứng nhu cầu của các quý tộc khác và để xây dựng các văn phòng chính phủ mới, vô số dinh thự nhỏ đã bị tịch thu vội vàng, chủ sở hữu của chúng bị trục xuất tùy tiện, đôi khi là trước sự kháng cự dữ dội. Bất chấp những nỗ lực của Phó vương Marcos de Noronha e Brito và Joaquim José de Azevedo, nhiếp chính vương vẫn không được cung cấp đầy đủ tiện nghi. Thương gia Elias Antônio Lopes đã cung cấp ngôi nhà ở nông thôn của mình là Quinta da Boa Vista, một biệt thự xa hoa ở vị trí tuyệt đẹp đã ngay lập tức làm hài lòng João. Việc cải tạo và mở rộng đã biến nơi này thành Paço de São Cristóvão ("Cung điện của Thánh Christopher"). Về phần mình, Carlota Joaquina thích định cư tại một trang trại gần bãi biển Botafogo, tiếp tục thói quen sống xa chồng.

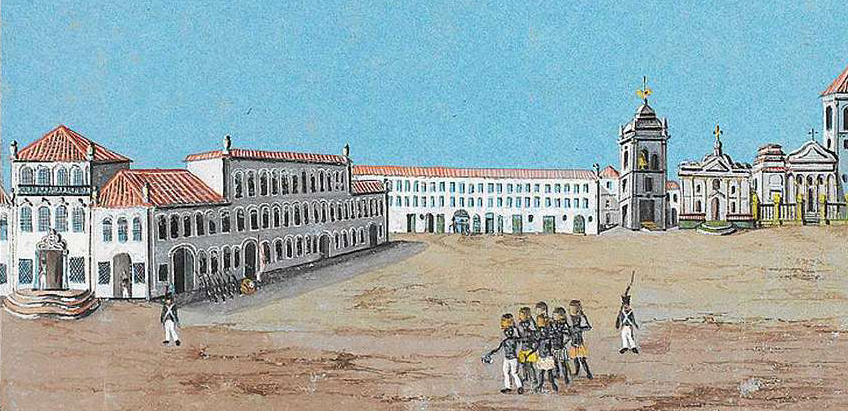
Largo do Carmo (nay là địa điểm Praça XV de Novembro của Rio) vài năm sau khi triều đình đến

Thành phố, khi đó có khoảng 70.000 cư dân, đã chứng kiến sự thay đổi chỉ sau một đêm. Dân số tăng thêm, với đầy đủ các nhu cầu mới, đã áp đặt một tổ chức mới trong việc cung cấp thực phẩm và các mặt hàng tiêu dùng khác, bao gồm cả các mặt hàng xa xỉ. Người Bồ Đào Nha mất nhiều năm để định cư, gây ra nhiều năm hỗn loạn trong cuộc sống hàng ngày của Rio; tiền thuê nhà tăng gấp đôi, thuế tăng và thực phẩm khan hiếm, được giới quý tộc nhập cư trưng dụng. Điều này sớm xua tan sự nhiệt tình của người dân đối với sự xuất hiện của nhiếp chính vương. Hình dáng của thành phố bắt đầu thay đổi, với việc xây dựng vô số nơi ở, biệt thự và các tòa nhà mới khác, cùng nhiều cải tiến về dịch vụ và cơ sở hạ tầng. Tương tự như vậy, sự hiện diện của triều đình đã đưa ra các tiêu chuẩn mới về nghi thức, thời trang mới và phong tục mới, bao gồm cả sự phân tầng xã hội mới.
Trong số các phong tục, João tiếp tục ở Brasil các nghi lễ cổ xưa của Bồ Đào Nha là beija-mão, mà ông rất coi trọng và đã làm say mê người Brasil và trở thành một phần trong văn hóa dân gian của họ. Ông tiếp thần dân của mình hàng ngày, trừ Chủ Nhật và ngày lễ. Những hàng dài chờ đợi để tỏ lòng thành kính và nhận ân huệ là sự pha trộn giữa quý tộc và thường dân. Theo họa sĩ Henry L'Evêque, "Nhiếp chính vương, cùng với một Bộ trưởng Ngoại giao, một Thị thần và một số viên chức trong gia đình, đã tiếp nhận tất cả các đơn thỉnh cầu được trình lên ông; lắng nghe chăm chú tất cả các khiếu nại, tất cả các yêu cầu của những người nộp đơn; an ủi một người, khuyến khích những người khác.... Sự thô tục trong cách cư xử, sự thân mật trong lời nói, sự khăng khăng của một số người, sự rườm rà của những người khác, không điều gì trong số này làm ông chán. Ông dường như quên rằng mình là chủ nhân của họ, và chỉ nhớ rằng mình là cha của họ". Oliveira Lim đã viết rằng ông "không bao giờ nhầm lẫn khuôn mặt hay lời cầu xin, và những người nộp đơn ngạc nhiên về việc ông biết rõ cuộc sống của họ, gia đình họ, thậm chí cả những sự cố nhỏ đã xảy ra trong quá khứ và họ không thể tin rằng đã được Nhà vua chú ý đến".

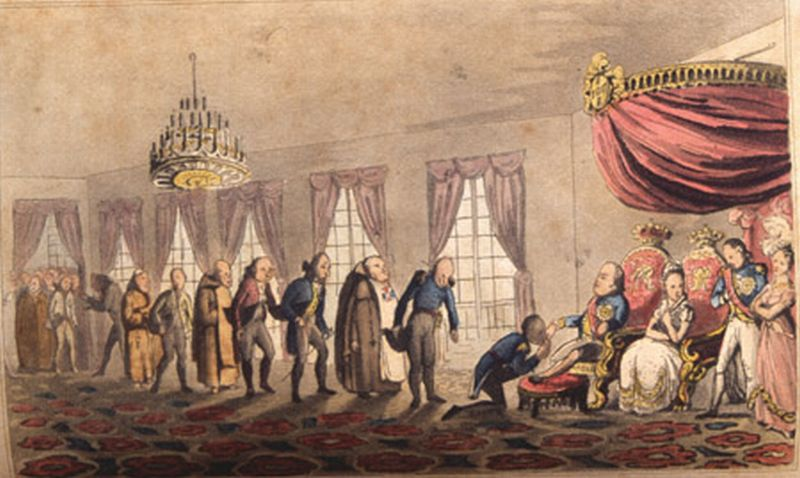
Nghi lễ beija-mão (hôn tay) tại triều đình Brasil của João, duy trì một phong tục của các quốc vương Bồ Đào Nha.

Trong suốt thời gian ở Brazil, João đã chính thức thành lập một số lượng lớn các tổ chức và dịch vụ công cộng, đồng thời thúc đẩy nền kinh tế, văn hóa và các lĩnh vực khác của đời sống quốc gia. Tất cả các biện pháp này được thực hiện chủ yếu vì nhu cầu thực tế của việc quản lý một đế chế lớn trên một lãnh thổ trước đây thiếu các nguồn lực này, vì ý tưởng chủ đạo vẫn là Brasil sẽ vẫn là một thuộc địa, vì người ta mong đợi rằng triều đình sẽ trở lại thủ đô cũ của mình khi tình hình chính trị châu Âu trở lại bình thường. Tuy nhiên, những tiến bộ này đã trở thành nền tảng cho quyền tự chủ trong tương lai của Brasil. Điều này không có nghĩa là tất cả đều là tiện nghi và tiến bộ. Một loạt các cuộc khủng hoảng chính trị bắt đầu ngay sau khi Nhiếp chính vương đến với cuộc tấn công Cayenne ở Guiana thuộc Pháp, năm 1809 để trả đũa cho cuộc xâm lược Bồ Đào Nha của Pháp, các vấn đề kinh tế nghiêm trọng và một thỏa thuận thương mại bất lợi được đàm phán vào năm 1810 với chính phủ Anh, trên thực tế đã làm tràn ngập thị trường nội địa nhỏ bé bằng những món đồ trang sức vô dụng, hàng xuất khẩu bất lợi và việc tạo ra các ngành công nghiệp quốc gia mới. Laurentino Gomes viết rằng João đã ban nhiều tước hiệu cha truyền con nối hơn trong 8 năm đầu tiên ở Brasil so với 300 năm trước đó của chế độ quân chủ Bồ Đào Nha, thậm chí không tính đến hơn 5000 phù hiệu và lời khen ngợi của các huân chương danh dự của Bồ Đào Nha.
Khi Hoàng đế Napoleon I bị đánh bại vào năm 1815, các cường quốc châu Âu đã tổ chức Đại hội Viên để tái thiết lại lãnh thổ châu Âu. Bồ Đào Nha đã tham gia vào các cuộc đàm phán này, nhưng trước những lời đề nghị của Anh trái ngược với lợi ích của Nhà Braganza, đại sứ Bồ Đào Nha tại Đại hội là Bá tước xứ Palmela, đã khuyên nhiếp chính vương ở lại Brasil, giống như lời khuyên của Hoàng thân Talleyrand dành cho ông, để củng cố mối quan hệ giữa thủ đô và thuộc địa, bao gồm cả đề xuất nâng Brasil lên thành một vương quốc thống nhất với Bồ Đào Nha. Đại diện Anh tại Đại hội cũng đã ủng hộ ý tưởng này, dẫn đến việc thành lập Vương quốc Liên hiệp Bồ Đào Nha, Brasil và Algarve vào ngày 16 tháng 12 năm 1815, một thể chế pháp lý được các quốc gia khác nhanh chóng công nhận.

## Lên ngôi vua

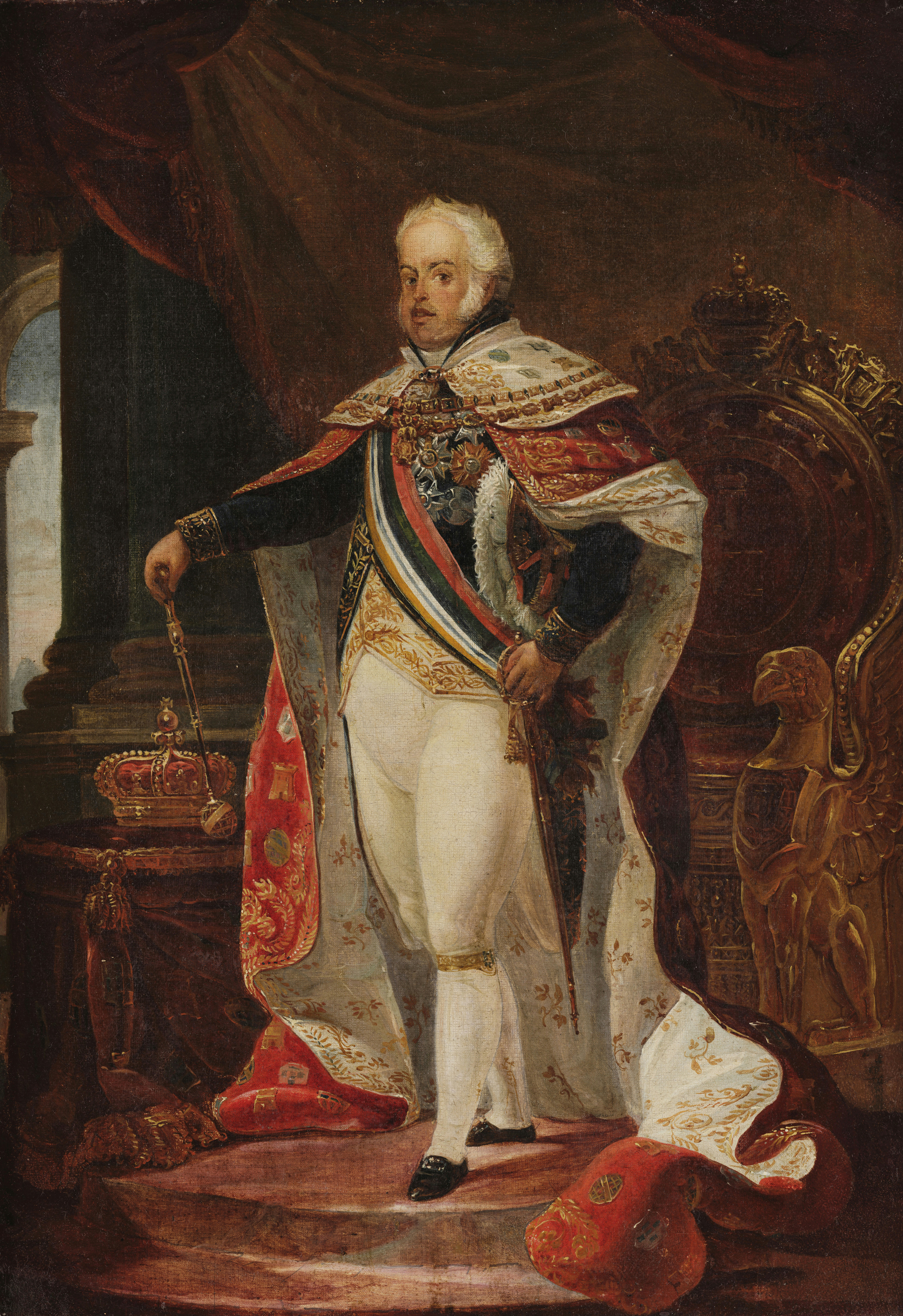
João VI trong trang phục hoàng gia khi được tôn làm vua

### Con đường dẫn đến sự cai trị
Sau cái chết của mẹ mình là Nữ vương Maria I của Bồ Đào Nha vào ngày 20 tháng 3 năm 1816, João kế thừa ngai vàng với vương hiệu là Vua João VI. Tuy nhiên, ông không được tấn phong làm vua ngay lập tức; ông chỉ được công bố vào ngày 6 tháng 2 năm 1818, với một lễ hội lớn. Trong khi đó, một số vấn đề chính trị đã được đưa ra ánh sáng. Vợ của João, là Vương hậu Carlota Joaquina đầy tham vọng, đã bắt đầu âm mưu chống lại lợi ích của Bồ Đào Nha khi vẫn còn ở châu Âu. Ngay sau khi đến Brasil, bà đã thiết lập sự hiểu biết với cả người Tây Ban Nha và những người theo chủ nghĩa dân tộc của vùng Río de la Plata (nay là Argentina và Uruguay) để cố gắng bảo đảm một chế độ quân chủ của riêng mình, có thể là nhiếp chính của Tây Ban Nha, có thể là nữ vương của một chế độ quân chủ mới được thành lập từ các thuộc địa của Tây Ban Nha ở Nam Mỹ, có thể bằng cách phế truất chồng mình. Điều này khiến bất kỳ cuộc hôn nhân có ý nghĩa nào với João trở nên bất khả thi, mặc dù ông đã thể hiện sự kiên nhẫn, và chỉ có sức mạnh của quy ước mới khiến họ xuất hiện cùng nhau trước công chúng. Trong khi vương hậu giành được nhiều sự ủng hộ, thì các âm mưu của bà đều thất bại. Mặc dù vậy, bà vẫn xoay xở để ảnh hưởng đến chồng mình để ông tham gia trực tiếp hơn vào chính trị thuộc địa Tây Ban Nha. Những nỗ lực này đã dẫn đến việc chiếm được Montevideo vào năm 1817 và sáp nhập Tỉnh Cisplatina vào năm 1821.
Cùng thời gian đó, vấn đề nảy sinh trong việc tìm vợ cho con trai của João là Pedro, Hoàng tử Hoàng gia Bồ Đào Nha (tước hiệu mới cho người thừa kế). Vào thời điểm đó, châu Âu coi Brasil là xa xôi, lạc hậu và không an toàn, vì vậy việc tìm kiếm ứng viên phù hợp không phải là nhiệm vụ đơn giản. Sau 1 năm tìm kiếm, đại sứ Pedro José Joaquim Vito de Meneses Coutinho, Hầu tước thứ 6 xứ Marialva, cuối cùng đã đảm bảo được liên hôn với một trong những hoàng gia hùng mạnh nhất châu Âu, đó là Hoàng tộc Habsburg của Đế quốc Áo, sau khi quyến rũ triều đình Áo bằng nhiều lời nói dối, phô trương sự xa hoa và phân phát vàng thỏi và kim cương cho giới quý tộc. Vương tử Pedro kết hôn với Nữ đại công tước Maria Leopoldine của Áo, con gái của Hoàng đế Franz I, vào năm 1817. Hoàng đế và Thủ tướng Klemens von Metternich coi liên minh này là "một hiệp ước có lợi giữa châu Âu và Tân thế giới", củng cố chế độ quân chủ ở cả hai bán cầu và trao cho Áo một phạm vi ảnh hưởng mới.
Trong khi đó, tình hình ở Bồ Đào Nha không hề yên bình. Với việc Nhà vua vắng mặt và đất nước bị tàn phá bởi Chiến tranh Bán đảo và nạn đói hàng loạt tiếp theo cùng làn sóng di cư ồ ạt của người di cư, Bồ Đào Nha đã trở thành một vùng bảo hộ của Anh trên thực tế sau khi người Pháp bị trục xuất. Nơi này do William Carr Beresford quản lý, người đã có những hành động cứng rắn trong các mối quan hệ với chính phủ Bồ Đào Nha. Từ khi João lên ngôi, người Bồ Đào Nha đã thúc giục ông trở về, khởi xướng các cuộc nổi loạn tự do và thành lập các hội kín với mục tiêu triệu tập cuộc họp của Cortes Bồ Đào Nha, nơi đã không họp kể từ năm 1698. Các cuộc đấu tranh tự do tương tự cũng diễn ra ở Brasil. Năm 1817, Cuộc nổi loạn Pernambucan nổ ra ở Recife, một phong trào cộng hòa thành lập chính phủ lâm thời ở Pernambuco và lan sang các tiểu bang khác của Brasil; phong trào này đã bị đàn áp nghiêm khắc. Quay trở lại Bồ Đào Nha, Cách mạng Tự do năm 1820 nổ ra ở Porto vào ngày 24 tháng 8 năm 1820. Một chính quyền quân sự được thành lập, với những hậu quả ở Lisbon. Nó họp với tư cách là Cortes Đặc biệt và Lập hiến (Cortes Gerais Extraordinárias e Constituintes), thành lập chính phủ và triệu tập các cuộc bầu cử đại biểu mà không thèm tham khảo ý kiến của Vua João VI. Phong trào này đã nhận được sự ủng hộ từ Quần đảo Madeira, Azores và đạt được quyền chỉ đạo của Grão-Pará và Bahia ở Brasil. Nó thậm chí còn dẫn đến một cuộc nổi loạn của chính quân đồn trú tại Rio de Janeiro.
Vào ngày 30 tháng 1 năm 1821, Cortes họp tại Lisbon và ban hành sắc lệnh thành lập Hội đồng Nhiếp chính để thực thi quyền lực nhân danh Vua João. Hội đồng đã trả tự do cho nhiều tù nhân chính trị và yêu cầu Nhà vua phải trở về ngay lập tức. Vào ngày 20 tháng 4, João VI triệu tập một cuộc họp ở Rio để bầu ra các đại biểu cho Constituent Cortes, nhưng ngày hôm sau, các cuộc biểu tình ở quảng trường đã bị đàn áp dữ dội. Ở Brasil, ý kiến chung là việc Nhà vua trở về Bồ Đào Nha có thể đồng nghĩa với việc Brasil mất quyền tự chủ mà Brasil đã giành được và quay trở lại tình trạng thuộc địa trước đây. Dưới áp lực, Vua João VI đã cố gắng tìm một con đường trung dung bằng cách cử con trai mình là Vương tử Pedro đến Lisbon để ban hành hiến pháp và thiết lập cơ sở cho một chính phủ mới. Tuy nhiên, Pedro, vốn đã nghiêng về các ý tưởng tự do, nên từ chối. Cuộc khủng hoảng đã đi quá xa và không còn đường lui nữa. Vua João VI đã bổ nhiệm Pedro làm nhiếp chính vương của Vương quốc Brasil và sau đó thì nhà vua và hoàng gia vượt Đại Tây Dương trở về Lisbon vào ngày 25 tháng 4 năm 1821, sau 30 năm ở lại Brasil, một đất nước mà ông sẽ luôn nhớ nhung cho đến khi qua đời.

### Trị vì

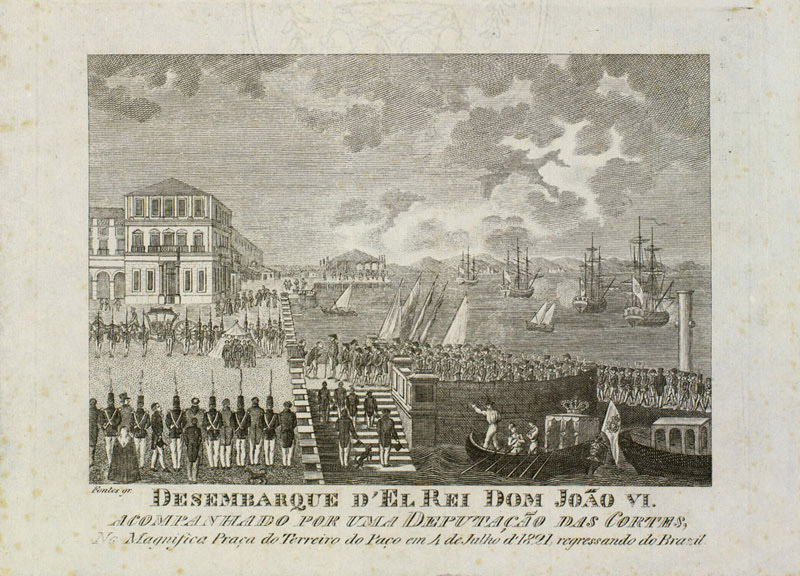
Nhà vua xuống tàu ở Lisbon

Các tàu chở nhà vua và triều đình của ông đã đến Lisbon vào ngày 3 tháng 7. Sự trở về của ông được dàn dựng theo ngụ ý rằng Nhà vua đã trở về một cách nguyện, nhưng trên thực tế, một môi trường chính trị mới đã được thiết lập. Một hiến pháp đã được soạn thảo và Nhà vua được yêu cầu phải tuyên thệ trung thành với hiến pháp vào ngày 1 tháng 10 năm 1822. Hiến pháp này yêu cầu ông phải từ bỏ nhiều đặc quyền. Vương hậu từ chối làm theo chồng mình trong việc đồng ý với điều này, và do đó đã bị tước bỏ các quyền chính trị và tước bỏ danh hiệu vương hậu Bồ Đào Nha. Trong khi đó, Nhà vua cũng mất mát ở Brasil, vì con trai ông là Vương tử hoàng gia Pedro, chọn ở lại đất nước đó, đã lãnh đạo một cuộc nổi loạn tuyên bố Brasil độc lập vào ngày 7 tháng 9 năm 1822; như một phần của hành động này, ông đã tự xưng là hoàng đế của Brasil. Theo truyền thống, trước khi đi đến Bồ Đào Nha, João đã dự đoán trước các sự kiện trong tương lai và đã nói với con trai mình: "Pedro, Brasil sẽ sớm tách khỏi Bồ Đào Nha: nếu vậy, hãy đội vương miện lên đầu con trước khi một kẻ chính phục nào đó cướp mất nó". Theo hồi ký của Bá tước xứ Palmela, nền độc lập của Brasil đã đạt được thông qua sự đồng thuận chung giữa Vua João và Vương tử Pedro. Trong mọi trường hợp, thư từ sau đó giữa hai người cho thấy mối quan tâm của vương tử là không làm phiền cha mình. Tuy nhiên, Bồ Đào Nha không chính thức công nhận nền độc lập của Brasil vào thời điểm này.

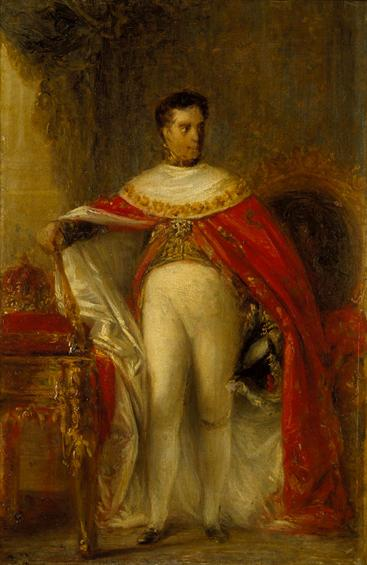
Chân dung được vẽ bởi Sequeira, 1821

Hiến pháp tự do mà Nhà vua đã tuyên thệ trung thành chỉ có hiệu lực trong vài tháng. Không phải tất cả mọi người ở Bồ Đào Nha đều ủng hộ chủ nghĩa tự do và một phong trào chuyên chế đã nổi lên. Vào ngày 23 tháng 2 năm 1823 tại Trás-os-Montes, Francisco Silveira, Bá tước thứ nhất xứ Amarante, đã tuyên bố một chế độ quân chủ chuyên chế; điều này không có hiệu lực ngay lập tức và các cuộc biểu tình mới đã xảy ra sau đó. Con trai út của Nhà vua, là Vương tử Miguel, do mẹ mình là Carlota Joaquina xúi giục, đã lãnh đạo một cuộc nổi loạn khác được gọi là Vilafrancada vào ngày 27 tháng 5, với mục đích khôi phục chế độ chuyên chế. Vua João VI đã thay đổi trò chơi bằng cách ủng hộ Miguel để tránh bị phế truất (điều mà đảng phái của Carlota Joaquina mong muốn). Ông xuất hiện trước công chúng vào đúng ngày sinh nhật của mình cùng với con trai, người mặc quân phục của Vệ binh Quốc gia, một quân đoàn đã bị phe tự do giải tán, nhận được sự hoan nghênh của thần dân. Nhà vua đích thân đến Vila Franca để kiểm soát tốt hơn cuộc nổi loạn, cuối cùng trở về Lisbon trong chiến thắng. Bầu không khí chính trị vẫn chưa được quyết định, và ngay cả những người bảo vệ chủ nghĩa tự do kiên định nhất cũng sợ phải đứng lên bảo vệ chủ nghĩa này. Trước khi giải tán, Cortes đã phản đối bất kỳ thay đổi nào đối với hiến pháp mới được phê duyệt, nhưng chế độ chuyên quyền đã được khôi phục, quyền của Vương hậu được tái lập, và Nhà vua đã tuyên bố lần thứ hai vào ngày 5 tháng 6. Vua João VI đã đàn áp các cuộc biểu tình phản đối sự khôi phục này, trục xuất một số người theo chủ nghĩa tự do và bắt giữ những người khác, ra lệnh khôi phục hệ thống tư pháp và các thể chế phù hợp hơn với định hướng chính trị mới và thành lập một ủy ban để soạn thảo cơ sở cho một hiến chương mới thay thế hiến pháp.
Liên minh của nhà vua với con trai Miguel đã không mang lại kết quả. Chịu ảnh hưởng như thường lệ từ mẹ mình, Miguel đã lãnh đạo Cuộc nổi loạn tháng 4 hay Abrilada của quân đồn trú Lisbon vào ngày 29 tháng 4 năm 1824. Cuộc nổi loạn bắt đầu với lý do đàn áp Hội Tam Điểm và bảo vệ Nhà vua khỏi những lời đe dọa giết người mà Hội Tam Điểm được cho là đã nhắm vào ông, nhưng nhà vua đã bị bắt giữ tại Cung điện Bemposta, trong khi một số kẻ thù chính trị của Miguel cũng bị giam giữ ở những nơi khác. Ý định của Miguel là buộc cha mình phải thoái vị. Được cảnh báo về tình hình, đoàn ngoại giao đã tìm cách vào Cung điện Bemposta. Những người đang giữ Nhà vua không thể chống lại những quyền hạn như vậy và khôi phục lại một phần tự do cho Nhà vua. Vào ngày 9 tháng 5, theo lời khuyên của các đại sứ thân thiện, João VI đã giả vờ đi đến Caxias nhưng thực tế là đã đi và tìm nơi ẩn náu với một hạm đội Anh neo đậu tại cảng. Từ trên tàu Hải quân Hoàng gia Anh Windsor Castle, ông khiển trách con trai mình, phế truất ông khỏi quyền chỉ huy quân đội và ra lệnh cho ông thả các tù nhân chính trị của mình. Miguel đã bị lưu đày. Với sự thất bại của cuộc nổi loạn, cả những người theo chủ nghĩa tự do và chuyên chế đều xuống đường để ăn mừng sự tồn tại của chính phủ hợp pháp. Vào ngày 14 tháng 5, Nhà vua trở về Bemposta, tái lập hội đồng bộ trưởng và tỏ lòng rộng lượng với những người khác đã nổi loạn. Tuy nhiên, điều này không ngăn cản Vương hậu khỏi những âm mưu tiếp theo. Cảnh sát phát hiện ra một cuộc nổi loạn khác được lên kế hoạch vào ngày 26 tháng 10, trên cơ sở đó João đã quản thúc vợ mình tại Cung điện Queluz.

## Những năm cuối đời

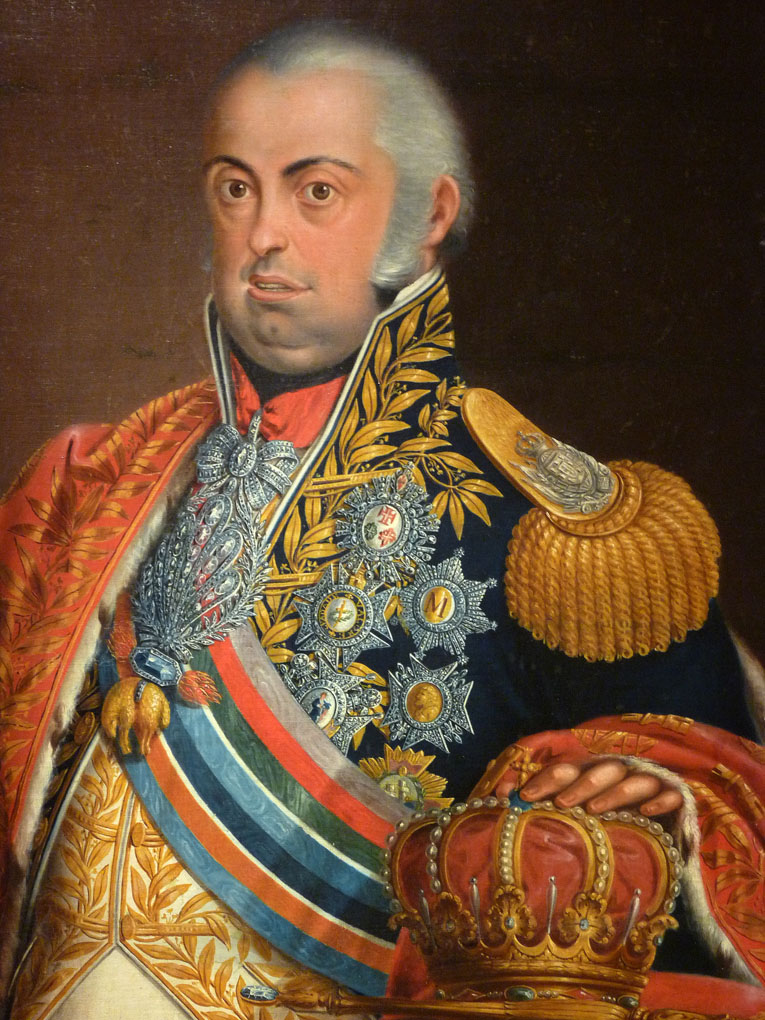
Chung dung được vẽ bởi José Leandro de Carvalho, năm 1818

Vào cuối triều đại của mình, Vua João VI đã ra lệnh thành lập một cảng tự do ở kinh đô Lisbon, nhưng sắc lệnh này không được thực hiện. Ông đã ra lệnh điều tra thêm về cái chết của người bạn cũ của mình là Hầu tước xứ Loulé, nhưng phán quyết cuối cùng không bao giờ được đưa ra. Vào ngày 5 tháng 6, ông đã ân xá cho những người tham gia vào cuộc nổi loạn Porto, ngoại trừ chín sĩ quan đã bị lưu đày. Cùng ngày, hiến pháp cũ của Vương quốc đã có hiệu lực trở lại và Cortes đã họp lại để chuẩn bị một văn bản mới. Việc thay đổi hiến pháp đã gặp phải một số trở ngại, chủ yếu là từ Tây Ban Nha và những người ủng hộ Vương hậu.
Tuy nhiên, vấn đề lớn nhất của Bồ Đào Nha vào thời điểm này liên quan đến nền độc lập của Brasil, vốn là nguồn của cải lớn nhất của Bồ Đào Nha. Việc mất Brasil đã tác động tiêu cực lớn đến nền kinh tế Bồ Đào Nha. Một cuộc viễn chinh để tái chiếm thuộc địa cũ thậm chí đã được cân nhắc, nhưng ý tưởng này đã sớm bị từ bỏ. Các cuộc đàm phán và tham vấn khó khăn được tiến hành tại châu Âu ở Rio de Janeiro với sự trung gian ngoại giao của Anh đã dẫn đến sự công nhận cuối cùng về nền độc lập vào ngày 29 tháng 8 năm 1825. Cùng lúc đó, nhà vua đã trả tự do cho tất cả những người Brasil bị giam giữ và cho phép giao thương giữa hai quốc gia. Người ta đã nhất trí rằng Pedro sẽ cai trị Brasil với tư cách là Hoàng đế, trong khi João giữ lại cho mình danh hiệu Hoàng đế danh nghĩa của Brasil; từ thời điểm này, ông đã ký các văn bản chính thức với tư cách là "Hoàng đế và Vua João VI" ("Sua Majestade o Imperador e Rei Dom João VI"). Brasil được yêu cầu trả một số khoản tiền mà họ đã vay từ Bồ Đào Nha. Không có điều khoản nào trong hiệp ước nói về sự kế vị của hai vương miện, nhưng Pedro, vẫn đóng vai trò là Hoàng tử Hoàng gia của Bồ Đào Nha và Algarve, mặc nhiên vẫn là người thừa kế ngai vàng của Bồ Đào Nha.
Vào ngày 4 tháng 3 năm 1826, João trở về từ Tu viện Hieronymites, nơi ông đã dùng bữa trưa và nghỉ ngơi tại Cung điện Bemposta trong tình trạng sức khỏe không tốt. Ông đã bị hành hạ trong nhiều ngày bởi các triệu chứng bao gồm nôn mửa và co giật. Ông có vẻ đang khá hơn, nhưng vì thận trọng, nhà vua đã chỉ định con gái mình là Vương nữ Isabel Maria làm nhiếp chính. Vào đêm ngày 9 tháng 3, tình hình của ông trở nên tồi tệ hơn và qua đời vào khoảng 5 giờ sáng ngày 10 tháng 3. Vương nữ ngay lập tức nắm quyền điều hành nội bộ của Bồ Đào Nha, và Hoàng đế Pedro I của Brasil được công nhận là người thừa kế hợp pháp với tư cách là Vua Pedro IV. Các bác sĩ không thể xác định chắc chắn nguyên nhân tử vong, nhưng người ta nghi ngờ rằng João đã bị đầu độc. Thi thể của ông được ướp xác và chôn cất tại lăng mộ của các vị vua Bồ Đào Nha là Panteão của Vương tộc Bragança, trong Tu viện São Vicente de Fora. Vào những năm 1990, một nhóm điều tra viên đã khai quật chiếc bình gốm Trung Quốc chứa ruột của ông. Các mảnh tim của ông đã được ngâm nước trở lại và tiến hành phân tích, phát hiện ra một lượng thạch tín đủ để giết chết hai người, xác nhận nghi ngờ lâu nay về vụ ám sát bằng thuốc độc.

## Cuộc sống riêng tư

Chân dung của Nhiếp chính vương và vợ của ông Carlota Joaquina của Tây Ban Nha, vẽ bởi Manuel Dias de Oliveira, 1815

Khi còn trẻ, João là một người sống khép kín, chịu ảnh hưởng nặng nề bởi giới tăng lữ, sống xung quanh là các linh mục và tham dự thánh lễ hàng ngày tại nhà thờ. Tuy nhiên, Oliveira Lima khẳng định rằng thay vì thể hiện lòng mộ đạo cá nhân, điều này chỉ phản ánh văn hóa Bồ Đào Nha vào thời điểm đó, và Nhà vua
"...hiểu rằng Giáo hội, với khối lượng truyền thống và kỷ luật đạo đức của mình, chỉ có thể hữu ích cho một chính phủ tốt theo cách của ông, mang tính phụ hệ và độc quyền, đối với những dân tộc mà quyền thống trị được thừa hưởng bằng vương trượng. Vì lý do này, ông đã nhiều lần là khách của các tu sĩ và là người bảo trợ cho các nhà soạn nhạc tôn giáo, nhưng không có sự trình bày nào của Epicurus hay nghệ thuật làm tổn hại đến tư tưởng tự do của ông hoặc làm mất đi sự khoan dung đầy hoài nghi của ông. ... Ông sử dụng phòng ăn của tu viện nhiều hơn là nhà nguyện của nó, bởi vì [cái sau] nói về việc tuân thủ và trong [cái trước] người ta nghĩ đến ẩm thực, và về mặt tuân thủ, điều thực dụng là đủ đối với ông. Trong Nhà nguyện Hoàng gia, ông thích thú với các giác quan hơn là cầu nguyện bằng tinh thần: andantes thay thế cho suy ngẫm".

Nhà vua rất thích nhạc thánh ca và là người đọc nhiều tác phẩm về nghệ thuật, nhưng ông ghét hoạt động thể chất. Ông dường như đã trải qua những cơn khủng hoảng trầm cảm định kỳ. Sự ác cảm với những thay đổi trong thói quen của ông lan sang cả quần áo: ông mặc cùng một chiếc áo khoác cho đến khi nó rách, buộc các cận thần của mình phải khâu nó trong khi ông ngủ. Ông bị lên cơn hoảng loạn khi nghe thấy tiếng sấm, ở trong phòng với cửa sổ đóng chặt và không tiếp ai.
Cuộc hôn nhân của João không bao giờ hạnh phúc. Có tin đồn rằng ở tuổi 25, ông đã yêu Eugênia José de Menezes, người giám hộ của vợ ông. Bà đã mang thai và João bị nghi ngờ là cha của đứa trẻ. Vụ việc đã bị che giấu và người phụ nữ trẻ được gửi đến Tây Ban Nha để sinh con. Bà đã sinh một cô con gái, tên không rõ. Người mẹ sống phần đời còn lại của mình trong các tu viện và João đã hỗ trợ bà về mặt tài chính.
Trong môi trường bấp bênh và giản dị của Rio, thói quen cá nhân của Nhà vua rất đơn giản. Trái ngược với sự cô lập tương đối của mình ở Bồ Đào Nha, ông trở nên năng động hơn về mặt cá nhân và quan tâm đến thiên nhiên. Ông thường xuyên di chuyển giữa Paço de São Cristóvão và cung điện phó vương trong thành phố, đôi khi cũng ở lại Đảo Paquetá, Đảo Governador, tại Praia Grande (bãi biển ở Niterói) và Nhà Santa Cruz. Ông đi săn và ngủ vui vẻ trong lều hoặc dưới gốc cây. Ông thích vùng nông thôn, mặc dù có rất nhiều muỗi và các loài gây hại khác và cái nóng thiêu đốt của vùng nhiệt đới mà phần lớn người Bồ Đào Nha và những người nước ngoài khác ghét cay ghét đắng.

## Di sản

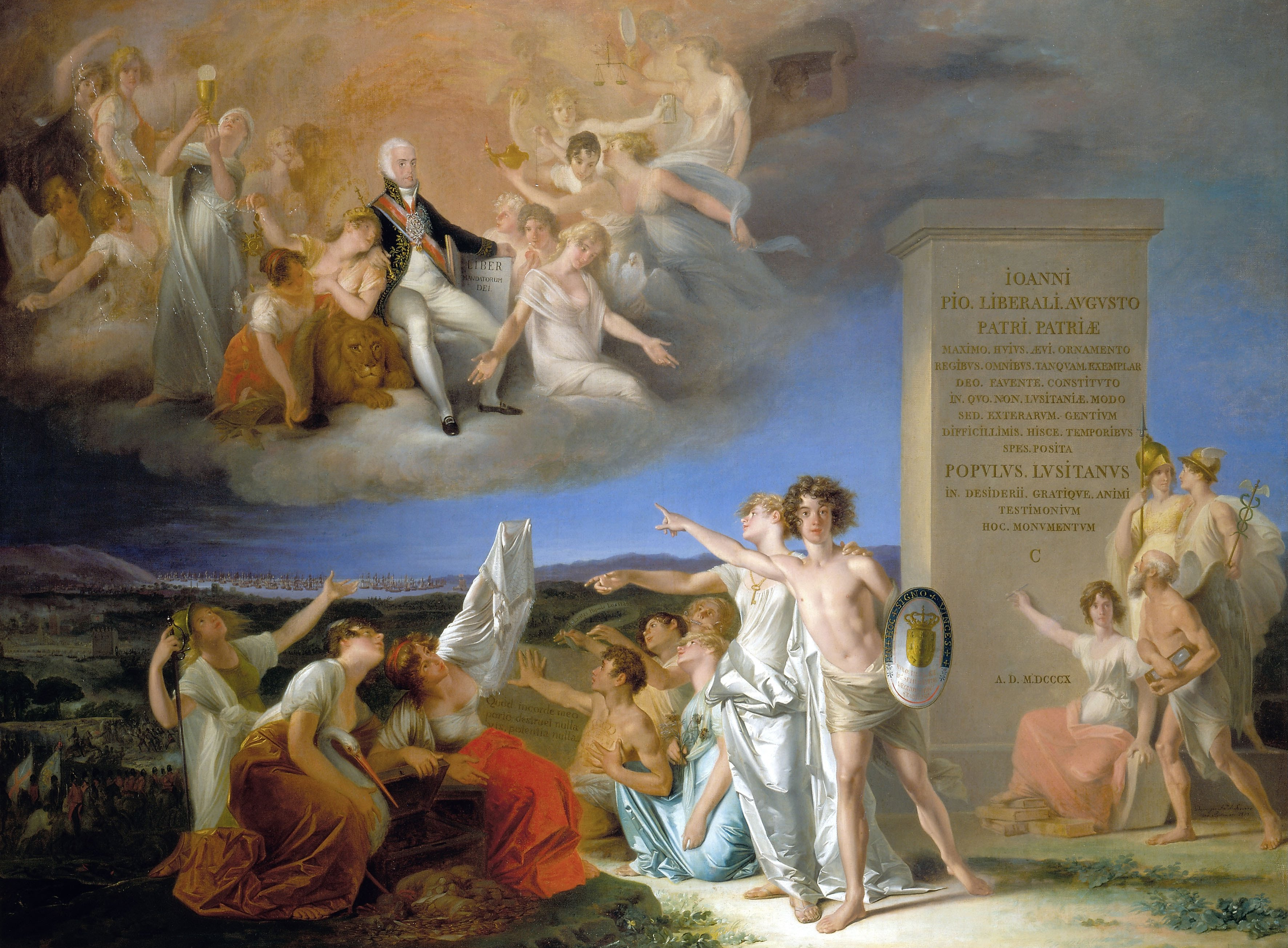
Câu chuyện ngụ ngôn về đức hạnh của Nhiếp chính vương João của Domingos Sequeira, 1810

Chỉ sau vài năm sống ở Brasil, João đã ra lệnh thành lập một loạt các tổ chức, dự án và dịch vụ mang lại cho đất nước những lợi ích to lớn về kinh tế, hành chính, pháp lý, khoa học, văn hóa, nghệ thuật và nhiều lợi ích khác, mặc dù không phải tất cả đều thành công và một số hoàn toàn không hiệu quả hoặc không cần thiết, như Hipólito José da Costa đã quan sát một cách chua chát. Trong số này, ông chịu trách nhiệm thành lập Imprensa Régia (nhà xuất bản đầu tiên của đất nước), Vườn bách thảo Rio de Janeiro Arsenal de Marinha, Fábrica de Pólvora (nhà máy thuốc súng), sở cứu hỏa Rio, thương thuyền Brasil và bệnh viện từ thiện được gọi là Casa dos Expostos. Ông cũng thành lập nhiều chương trình giáo dục khác nhau ở Rio, Pernambuco, Bahia và những nơi khác, giảng dạy các môn học như thần học giáo điều và đạo đức, phép tính tích phân, cơ học, thủy động lực học, hóa học, số học, hình học, tiếng Pháp, tiếng Anh, thực vật học và nông nghiệp, cùng nhiều môn khác. Ông là người khởi xướng thành lập nhiều hội và học viện nghiên cứu khoa học, văn học và nghệ thuật, chẳng hạn như Junta Vacínica (quản lý vắc-xin đậu mùa), Hội những người làm nghề văn chương Hoàng gia Bahiense, Viện hàn lâm khoa học và mỹ thuật, Viện hàn lâm khoa học và nghệ thuật Fluminense, Escola Anatômica, Cirúrgica e Médica do Rio de Janeiro, Viện hàn lâm pháo binh, công sự và thiết kế Hoàng gia, Academia dos Guardas-Marinhas, Academia Militar, Thư viện quốc gia Brasil, Bảo tàng Hoàng gia (nay là Bảo tàng quốc gia Brasil), Teatro Real de São João (nay là Teatro João Caetano), cũng như tuyển dụng các nghệ sĩ độc tấu nổi tiếng quốc tế và bảo trợ cho các nhạc sĩ khác của Nhà nguyện Hoàng gia, bao gồm Cha José Maurício, nhà soạn nhạc người Brasil hàng đầu thời bấy giờ,[71] cũng ủng hộ sự ra đời của Missão Artística Francesa, kết quả là trong việc thành lập Escola Nacional de Belas Artes, tiền thân của Escola Nacional de Belas Artes hiện nay của Đại học Liên bang Rio de Janeiro, có tầm quan trọng cơ bản trong việc đổi mới giảng dạy và sản xuất nghệ thuật ở Brasil.
Các chính sách của João đã dẫn đến những thay đổi kinh tế sâu rộng, bắt đầu bằng việc mở cửa các cảng và bãi bỏ các công ty độc quyền thương mại của Bồ Đào Nha, với Vương quốc Anh là bên hưởng lợi lớn. Một mặt, các thương nhân có trụ sở tại Brasil phải đối mặt với sự cạnh tranh mạnh mẽ từ nước ngoài; mặt khác, điều này khuyến khích việc tạo ra các hoạt động sản xuất mới và các hoạt động kinh tế khác trước đây bị cấm, kém hoặc không tồn tại ở Brasil. Đồng thời, ông đã thành lập các cơ quan hành chính cấp cao như Bộ Chiến tranh, Bộ Ngoại giao và Bộ Hàng hải và Hải ngoại; Hội đồng Nhà nước và Hội đồng Tài chính, Hội đồng Quân sự Tối cao, Cục Lưu trữ Quân sự, Cục Tư pháp và Cục Lương tâm và Lệnh, Tòa án Tối cao (Casa de Suplicação), Tổng cục Cảnh sát, Ngân hàng Brasil đầu tiên Hội đồng Thương mại, Nông nghiệp, Nhà máy và Hàng hải Hoàng gia, và Tổng cục Bưu chính, cũng như đưa người Brasil vào các vị trí hành chính và nhân viên, giúp giảm bớt căng thẳng giữa người bản xứ và người Bồ Đào Nha. Ông cũng khuyến khích sản xuất nông nghiệp, đặc biệt là bông, gạo và mía, mở đường và khuyến khích phát triển các tuyến đường thủy nội địa, thúc đẩy sự di chuyển của người dân, hàng hóa và sản phẩm giữa các khu vực.

### Tranh cãi

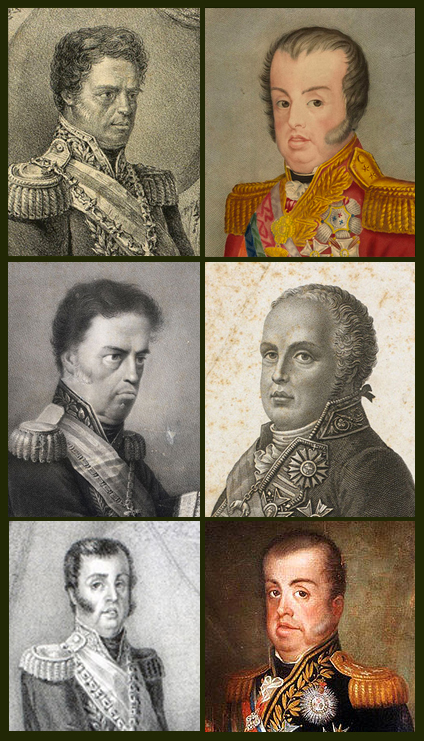
Chân dung của João VI do nhiều nghệ sĩ khác nhau thực hiện

Theo Pedreira và Costa, ít có vị vua Bồ Đào Nha nào có vị trí lớn trong trí tưởng tượng của công chúng như João VI. Hình ảnh đó rất đa dạng, "nhưng hiếm khi có lý do chính đáng. ... Không có gì lạ khi những đau khổ trong cuộc sống hôn nhân và gia đình của ông và những ám chỉ đến tính cách và phong tục cá nhân của ông, dễ dàng tạo ra sự biếm họa và lưu hành một truyền thống không mấy hay ho, nếu không muốn nói là hài hước". Nhà vua được miêu tả là lười biếng, ngốc nghếch và vụng về, bị khuất phục bởi một người vợ đanh đá, một kẻ tham ăn đáng ghét luôn có gà nướng trong túi áo khoác để ăn bất cứ lúc nào bằng đôi tay đầy dầu mỡ, một phiên bản tiêu biểu của bộ phim Brasil Carlota Joaquina – Princesa do Brasil (1995), một tác phẩm nhại lại pha trộn với sự chỉ trích xã hội gay gắt. Tác phẩm đó đã có những tác động to lớn, nhưng theo lời bình luận phê bình của Ronaldo Vainfas, "đó là một câu chuyện đầy rẫy những lỗi sai đủ loại, sự xuyên tạc, sự không chính xác, sự bịa đặt"; đối với nhà sử học Luiz Carlos Villalta, "nó tạo nên một cuộc tấn công rộng rãi vào kiến thức lịch sử", trái ngược với ý định đã nêu của đạo diễn Carla Camurati "là tạo ra một câu chuyện điện ảnh sẽ tạo nên một loại tiểu thuyết lịch sử có chức năng sư phạm và đồng thời, sẽ cung cấp cho người xem kiến thức về quá khứ và sẽ giúp, với tư cách là một dân tộc, suy nghĩ về hiện tại. Nó không cung cấp kiến thức lịch sử mới cho người xem, ngay cả khi người ta coi lịch sử là một cuốn tiểu thuyết: trên thực tế, nó củng cố những ý tưởng mà người xem mang lại, không có kiến thức gia tăng nào... Theo cách này, nó dẫn người xem đến sự trụy lạc hơn là sự phản ánh phê phán về lịch sử của Brasil".
Các hình ảnh trực quan đa dạng về João trải dài từ vẻ ngoài quá khổ, luộm thuộm đến một nhân vật trang nghiêm và thanh lịch. Về những miêu tả của các nhà sử học, nhà nghiên cứu Ismênia de Lima Martins viết, "Nếu có sự đồng thuận giữa tất cả các tác giả dựa vào lời chứng của những người biết rõ về lòng tốt và sự hòa nhã của ông, thì tất cả những điều còn lại đều gây tranh cãi. Trong khi một số người chỉ ra vẻ ngoài của ông như một chính khách, những người khác lại coi ông là một kẻ hèn nhát và hoàn toàn không chuẩn bị để cai trị. Trong mọi trường hợp, João VI đã để lại dấu ấn không thể phai mờ của mình trong lịch sử Bồ Đào Nha-Brasil, một sự thật vẫn còn vang vọng cho đến ngày nay, thông qua một sử học nhấn mạnh vào việc đánh giá Nhà vua, bất chấp những biến đổi mà kỷ luật đã trải qua trong suốt thế kỷ XX".
Trong việc cai trị, João luôn phụ thuộc vào những người hỗ trợ đắc lực. Nổi bật trong số này là Rodrigo de Sousa Coutinho, Bá tước thứ nhất xứ Linhares; António de Araújo e Azevedo, Bá tước thứ nhất xứ Barca; và Tomás Antônio de Vila Nova Portugal. Họ có thể được coi là người cố vấn cho nhiều công trình quan trọng nhất của João, nhưng theo John Luccock: "Nhiếp chính vương đã nhiều lần bị cáo buộc là thờ ơ; với tôi, ông ấy có vẻ nhạy cảm và mạnh mẽ hơn những gì bạn bè và đối thủ thường gán cho ông ấy. Ông ấy đã được đặt vào những hoàn cảnh mới để thử thách, cúi đầu trước họ một cách kiên nhẫn; nếu bị kích động, ông ấy sẽ hành động mạnh mẽ và nhanh chóng". Ông cũng ca ngợi tính cách của Vua João, khẳng định lại lòng tốt và sự quan tâm của ông ấy. Oliveira Lima, với tác phẩm kinh điển Dom João VI no Brasil (1908), là một trong những nhân vật chính chịu trách nhiệm cho sự khởi đầu của quá trình phục hồi quy mô lớn của João. Ông đã nghiên cứu vô số tài liệu của thời đại đó mà không tìm thấy những mô tả bất lợi về Nhà vua của người Brasil hoặc của các đại sứ và các nhà ngoại giao khác được công nhận tại triều đình. Ngược lại, ông tìm thấy nhiều lời kể tô vẽ nhà vua bằng những màu sắc tích cực, chẳng hạn như lời khai do lãnh sự Anh Henderson và bộ trưởng Hoa Kỳ Sumter để lại, những người "thích nói chuyện trực tiếp với nhà vua, luôn sẵn lòng thực thi công lý, hơn là tham khảo ý kiến của các bộ trưởng của mình.... coi ông trong vấn đề này tiến bộ hơn nhiều so với các cận thần của mình". Các tài liệu ngoại giao cũng xác nhận tầm nhìn chính trị sâu rộng của ông, nhằm mục đích mang lại cho Brasil một tầm quan trọng ở châu Mỹ tương đương với Hoa Kỳ, áp dụng một bài phát biểu tương tự như học thuyết về Vận mệnh hiển nhiên của Hoa Kỳ. Ông khẳng định quyền lực của mình mà không dùng bạo lực, theo cách thuyết phục và dễ chịu hơn; cách ông tiến hành các vấn đề quốc tế, mặc dù đôi khi không thành công và có phần hướng đến tham vọng đế quốc, nhưng theo nhiều cách khác, ông có tầm nhìn xa và hài hòa, như được chỉ ra bởi nhiều hành động được mô tả ở trên đã cải thiện điều kiện sống của thuộc địa Brasil.

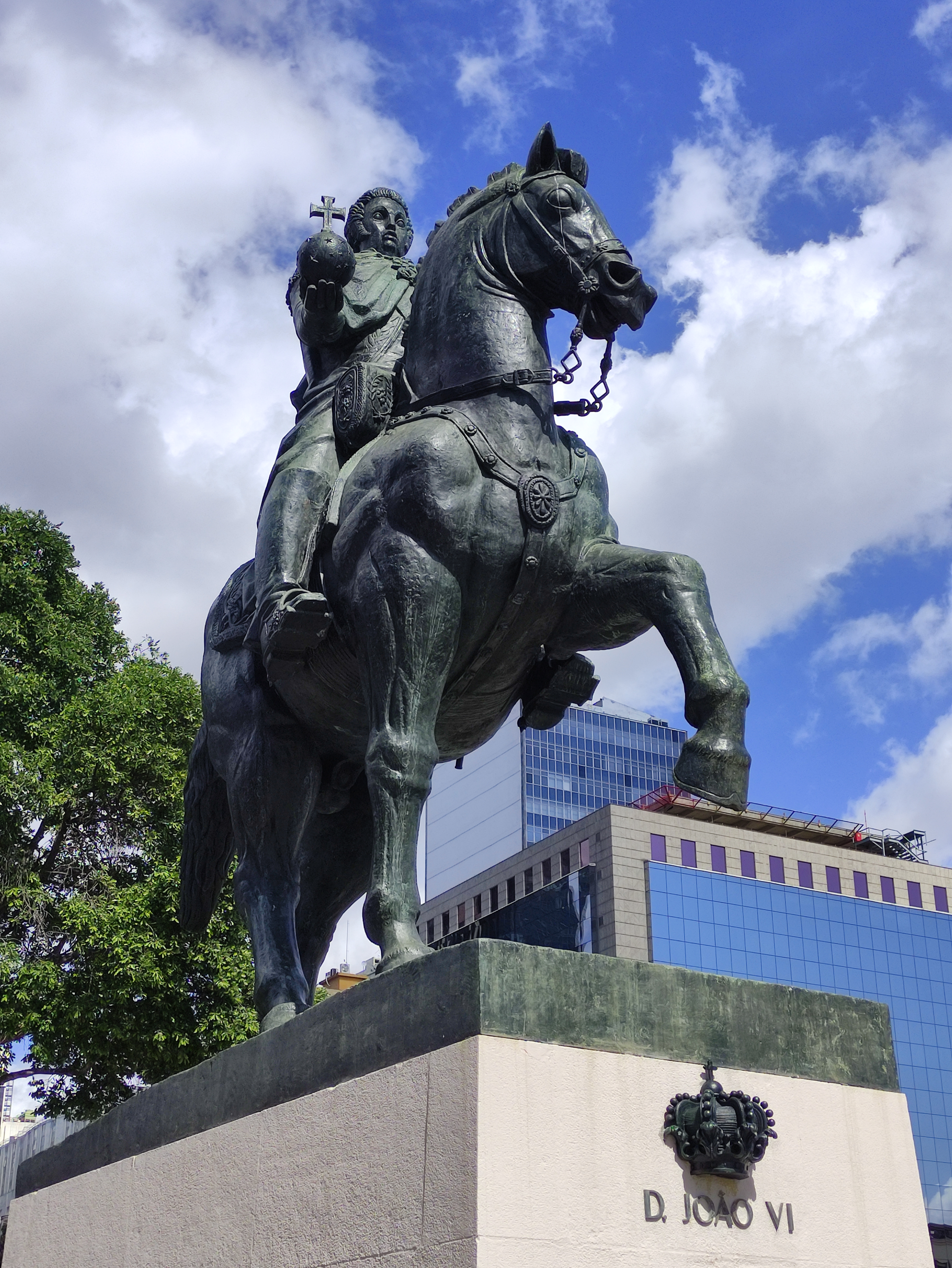
Tượng cưỡi ngựa của Vua João VI ở Rio de Janeiro

Tuy nhiên, tướng Pháp Jean-Andoche Junot mô tả João là "một người đàn ông yếu đuối, nghi ngờ mọi người và mọi thứ, ghen tị với quyền lực của mình nhưng không có khả năng khiến nó được tôn trọng. Ông bị các cha [tức là các linh mục] thống trị và chỉ có thể hành động dưới sự ép buộc của nỗi sợ hãi", và một số nhà sử học người Brasil như João Pandiá Calógeras, Tobias Monteiro và Luiz Norton đã vẽ ông bằng những màu sắc tương đối tối. Trong số những người Bồ Đào Nha, chẳng hạn như Oliveira Martins và Raul Brandão, ông luôn được miêu tả là một nhân vật hài hước cho đến khi phe bảo thủ trỗi dậy vào năm 1926, khi ông bắt đầu tìm thấy những người bảo vệ, chẳng hạn như Fortunato de Almeida, Alfredo Pimenta và Valentim Alexandre. Cũng chắc chắn rằng nhiều người bất mãn với ông, rằng ông đã tăng thuế và làm trầm trọng thêm nợ, tăng thêm tước hiệu và đặc quyền thừa kế, rằng ông không thể xoa dịu hàng loạt bất đồng nội bộ hoặc xóa bỏ nạn tham nhũng hành chính đã ăn sâu, và rằng ông đã để Brasil bên bờ vực phá sản khi ông rút hết ngân khố để trở về Bồ Đào Nha.
Bất kể tính cách của Nhà vua có thể là gì, thì tầm quan trọng của triều đại của ông đối với sự phát triển vượt bậc đáng kể của Brasil và thực sự là đối với sự thống nhất của quốc gia đó là điều không thể phủ nhận. Gilberto Freyre khẳng định rằng "Dom João VI là một trong những nhân vật có ảnh hưởng lớn nhất đến sự hình thành của quốc gia.... ông là một người trung gian lý tưởng.... giữa truyền thống - mà ông đã hiện thân - và sự đổi mới - mà ông hoan nghênh và thúc đẩy - trong giai đoạn quyết định đó đối với tương lai của Brasil". Như Laurentino Gomes đã nói, "không có giai đoạn nào khác trong lịch sử Brasil chứng minh cho những thay đổi sâu sắc, quyết định và nhanh chóng như 13 năm mà triều đình Bồ Đào Nha sống ở Rio de Janeiro". Các học giả như Oliveira Lima, Maria Odila da Silva Dias, Roderick Barman và Laurentino đã nói ở trên tin rằng nếu João không đến châu Mỹ và thành lập một chính quyền trung ương mạnh mẽ, thì lãnh thổ rộng lớn của Brazil, với những khác biệt quan trọng về khu vực, có thể đã bị chia cắt thành nhiều quốc gia riêng biệt, như đã xảy ra với thuộc địa Tây Ban Nha rộng lớn lân cận. Quan điểm này được chia sẻ bởi đô đốc người Anh Sir Sidney Smith, người từng là chỉ huy của hạm đội hộ tống triều đình hoàng gia Bồ Đào Nha khi họ chạy trốn đến Brasil.
Các tiểu sử gần đây cố gắng tách biệt sự thật khỏi truyền thuyết và phản bác lại truyền thuyết chế giễu đã hình thành xung quanh Vua João và thiếu cơ sở tài liệu. Lúcia Bastos cảnh báo rằng ngay cả ngày nay chúng ta cần phải cẩn thận khi đặt một số vấn đề vào bối cảnh lịch sử của chúng, chẳng hạn như vấn đề tham nhũng, lưu ý rằng mặc dù có những chi phí khổng lồ và lạm dụng rõ ràng, nhưng vào thời điểm đó không có sự tách biệt rõ ràng giữa ngân khố công và tài khoản riêng của quốc vương, và theo logic của Chế độ Cũ, "Nhà vua là chủ sở hữu của nhà nước... mà việc phân phối chiến lợi phẩm là một phần: Nhà vua là người phân phát công lý và chiến lợi phẩm". Trước khi chết ở Saint Helena, kẻ thù mạnh nhất của João là Cựu hoàng đế Napoleon I, đã nói về ông thế này: "Ông ấy là người duy nhất lừa dối tôi". José Joaquim Carneiro de Campos, Hầu tước xứ Caravelas, đã ca ngợi João tại Thượng viện Brasil nhân dịp Nhà vua qua đời, nói rằng, "Tất cả chúng tôi ở đây đều có nhiều lý do để ca ngợi ký ức về Vua João VI, tất cả chúng tôi đều nên biết ơn, vì những lợi ích mà ông đã mang lại cho chúng tôi: ông đã đưa Brasil lên thành một vương quốc, cung cấp tốt cho tất cả chúng tôi, luôn đối xử với chúng tôi bằng tình cảm lớn lao, và tất cả người Brazil đều phải biết ơn ông".

## Hậu duệ
João kết hôn với Carlota Joaquina của Tây Ban Nha (25 tháng 4 năm 1775 – 7 tháng 12 năm 1830) vào năm 1785 và có 9 người con:
| Tên                         | Sinh                 | Mất                  | Chú thích |
| --------------------------- | -------------------- | -------------------- | --- |
| Vương nữ Maria Teresa       | 29 tháng 4 năm 1793  | 17 tháng 1 năm 1874  | Đầu tiên kết hôn với anh họ của mình là Pedro Carlos của Tây Ban Nha và Bồ Đào Nha và sau đó kết hôn với chú họ của mình Carlos, Bá tước xứ Molina, quan phụ của em gái bà là Maria Francisca.                                                                     |
| Vương tử Francisco António  | 21 tháng 3 năm 1795  | 11 tháng 6 năm 1801  | Ông mất khi mới 6 tuổi, khiến em trai ông là Pedro trở thành người thừa kế ngai vàng của Bồ Đào Nha. |
| Vương nữ Maria Isabel       | 19 tháng 5 năm 1797  | 26 tháng 12 năm 1818 | Kết hôn với Vua Fernando VII của Tây Ban Nha. |
| Vương tử Pedro              | 12 tháng 10 năm 1798 | 24 tháng 9 năm 1834  | Ở lại Brasil sau Chiến tranh Bán đảo ở Bồ Đào Nha. Tuyên bố Brasil độc lập vào năm 1822 và trở thành quân chủ đầu tiên của đất nước này với tư cách là Hoàng đế Pedro I. Ông cũng là Vua của Bồ Đào Nha với tư cách là Pedro IV vào năm 1826.                      |
| Vương nữ Maria Francisca    | 22 tháng 4 năm 1800  | 4 tháng 9 năm 1834   | Kết hôn với chú của mình Carlos, Bá tước xứ Molina. |
| Vương nữ Isabel Maria       | 4 tháng 7 năm 1801   | 22 tháng 4 năm 1876  | Làm nhiếp chính của Bồ Đào Nha từ năm 1826 đến năm 1828; mất khi chưa lập gia đình |
| Vương tử Miguel             | 26 tháng 10 năm 1802 | 14 tháng 11 năm 1866 | Được phe Tự do gọi là Kẻ cướp ngôi, ông là Vua Bồ Đào Nha từ năm 1828 đến năm 1834. Ông bị buộc phải thoái vị sau Chiến tranh Tự do. |
| Vương nữ Maria da Assunção  | 25 tháng 6 năm 1805  | 7 tháng 1 năm 1834   | Chết khi chưa kết hôn |
| Vương nữ Ana de Jesus Maria | 23 tháng 10 năm 1806 | 22 tháng 6 năm 1857  | Đã kết hôn Nuno José Severo de Mendoça Rolim de Moura Barreto, Hầu tước Loulé và Bá tước Vale de Reis, sau này là Thủ tướng Bồ Đào Nha. Sau cái chết của Vương nữ Ana, chắt trai của bà là Vua Luís I của Bồ Đào Nha đã phong Hầu tước lên làm Công tước xứ Loulé. |

## Phong cách, tước hiệu và vinh dự

### Tước hiệu và phong cách
- 13 tháng 5 năm 1767 – 11 tháng 9 năm 1788: Vương tử Infante João của Bồ Đào Nha
- 11 tháng 9 năm 1788 – 20 tháng 3 năm 1816: Vương tử Thân vương xứ Brasil, Công tước xứ Braganza
- 20 tháng 3 năm 1816 – 7 tháng 9 năm 1822: His Most Faithful Majesty Vua của Vương quốc Liên hiệp Bồ Đào Nha, Brasil và Algarve
- 7 tháng 9 năm 1822 – 10 tháng 3 năm 1826: His Most Faithful Majesty Vua của Bồ Đào Nha và Algarve[12]

Phong cách chính thức từ khi lên ngôi của ông là:

Nhờ ân điển của Chúa, João VI, Vua của Vương quốc Liên hiệp Bồ Đào Nha, Brasil và Algarve, của cả hai bên bờ biển ở Châu Phi, Lãnh chúa xứ Guinea và của Cuộc chinh phạt, Hàng hải và Thương mại của Ethiopia, Ả Rập, Ba Tư và Ấn Độ, v.v..
Khi Bồ Đào Nha công nhận nền độc lập của Brasil, các tham chiếu đến Vương quốc Liên hiệp trước đây cuối cùng đã bị xóa khỏi danh hiệu hoàng gia; theo Hiệp ước Rio de Janeiro, Vua João VI trở thành Hoàng đế danh nghĩa của Brasil và từ ngày 15 tháng 11 năm 1825 trở đi, ông đã áp dụng phong cách này:

Nhờ ân điển của Chúa, João VI, Hoàng đế của Brasil, Vua của Bồ Đào Nha và Algarve, của cả hai bên bờ biển ở Châu Phi, Lãnh chúa xứ Guinea và của Cuộc chinh phạt, Hàng hải và Thương mại của Ethiopia, Ả Rập, Ba Tư và Ấn Độ, v.v..

## Tổ tiên
| \| \| \| \| \| \| \| \| \| \| \| 8. Pedro II của Bồ Đào Nha \| \| \| \| \| \| \| \| \| \| \| \| \| \| \| \| \| \| \| \| \| \| \| \| \| \| \| \| \| \| \| \| \| \| \| \| \| \| \| \| \| \| \| \| \| \| \| \| \| \| \| 4. João V của Bồ Đào Nha \| \| \| \| \| \| \| \| \| \| \| \| \| \| \| \| \| \| \| \| \| \| \| \| \| \| \| \| \| \| \| \| \| \| \| \| \| \| \| \| \| \| \| \| \| \| \| \| \| \| \| \| \| \| \| \| \| \| \| \| 9. Maria Sophia xứ Neuburg \| \| \| \| \| \| \| \| \| \| \| \| \| \| \| \| \| \| \| \| \| \| \| \| \| \| \| \| \| \| \| \| \| \| \| \| \| \| \| \| \| \| \| \| \| \| \| \| \| \| \| \| \| \| \| \| \| \| \| \| 2. Pedro III của Bồ Đào Nha \| \| \| \| \| \| \| \| \| \| \| \| \| \| \| \| \| \| \| \| \| \| \| \| \| \| \| \| \| \| \| \| \| \| \| \| \| \| \| \| \| \| \| \| \| \| \| \| \| \| \| \| \| \| \| \| \| \| \| \| 10. Leopold I của Thánh chế La Mã \| \| \| \| \| \| \| \| \| \| \| \| \| \| \| \| \| \| \| \| \| \| \| \| \| \| \| \| \| \| \| \| \| \| \| \| \| \| \| \| \| \| \| \| \| \| \| \| \| \| \| \| \| \| \| \| \| \| \| \| 5. Maria Anna của Áo \| \| \| \| \| \| \| \| \| \| \| \| \| \| \| \| \| \| \| \| \| \| \| \| \| \| \| \| \| \| \| \| \| \| \| \| \| \| \| \| \| \| \| \| \| \| \| \| \| \| \| \| \| \| \| \| \| \| \| \| 11. Eleonore Magdalene xứ Neuburg \| \| \| \| \| \| \| \| \| \| \| \| \| \| \| \| \| \| \| \| \| \| \| \| \| \| \| \| \| \| \| \| \| \| \| \| \| \| \| \| \| \| \| \| \| \| \| \| \| \| \| \| \| \| \| \| \| \| \| \| 1. John VI of Portugal \| \| \| \| \| \| \| \| \| \| \| \| \| \| \| \| \| \| \| \| \| \| \| \| \| \| \| \| \| \| \| \| \| \| \| \| \| \| \| \| \| \| \| \| \| \| \| \| \| \| \| \| \| \| \| \| \| \| \| \| 12. João V của Bồ Đào Nha (= 4) \| \| \| \| \| \| \| \| \| \| \| \| \| \| \| \| \| \| \| \| \| \| \| \| \| \| \| \| \| \| \| \| \| \| \| \| \| \| \| \| \| \| \| \| \| \| \| \| \| \| \| \| \| \| \| \| \| \| \| \| 6. José I của Bồ Đào Nha \| \| \| \| \| \| \| \| \| \| \| \| \| \| \| \| \| \| \| \| \| \| \| \| \| \| \| \| \| \| \| \| \| \| \| \| \| \| \| \| \| \| \| \| \| \| \| \| \| \| \| \| \| \| \| \| \| \| \| \| 13. Maria Anna của Áo (= 5) \| \| \| \| \| \| \| \| \| \| \| \| \| \| \| \| \| \| \| \| \| \| \| \| \| \| \| \| \| \| \| \| \| \| \| \| \| \| \| \| \| \| \| \| \| \| \| \| \| \| \| \| \| \| \| \| \| \| \| \| 3. Maria I của Bồ Đào Nha \| \| \| \| \| \| \| \| \| \| \| \| \| \| \| \| \| \| \| \| \| \| \| \| \| \| \| \| \| \| \| \| \| \| \| \| \| \| \| \| \| \| \| \| \| \| \| \| \| \| \| \| \| \| \| \| \| \| \| \| 14. Felipe V của Tây Ban Nha \| \| \| \| \| \| \| \| \| \| \| \| \| \| \| \| \| \| \| \| \| \| \| \| \| \| \| \| \| \| \| \| \| \| \| \| \| \| \| \| \| \| \| \| \| \| \| \| \| \| \| \| \| \| \| \| \| \| \| \| 7. Mariana Victoria của Tây Ban Nha \| \| \| \| \| \| \| \| \| \| \| \| \| \| \| \| \| \| \| \| \| \| \| \| \| \| \| \| \| \| \| \| \| \| \| \| \| \| \| \| \| \| \| \| \| \| \| \| \| \| \| \| \| \| \| \| \| \| \| \| 15. Elisabeth Farnese \| \| \| \| \| \| \| \| \| \| \| \| \| \| \| \| \| \| \| \| \| \| \| \| \| \| \| \| \| \| \| \| \| \| \| \| \| \| \| \| \| \| \| |                                     |  |  |  |  |  |  |  |  |                            |  |  |  |
| |                                     |  |  |  |  |  |  |  |  | 8. Pedro II của Bồ Đào Nha |  |  |  |
| |                                     |  |  |  |  |  |  |  |  |                            |  |  |  |
| |                                     |  |  |  |  |  |  |  |  |                            |  |  |  |
| |                                     |  |  |  |  |  |  |  |  |                            |  |  |  |
| | 4. João V của Bồ Đào Nha            |  |  |  |  |  |  |  |  |                            |  |  |  |
| |                                     |  |  |  |  |  |  |  |  |                            |  |  |  |
| |                                     |  |  |  |  |  |  |  |  |                            |  |  |  |
| |                                     |  |  |  |  |  |  |  |  |                            |  |  |  |
| | 9. Maria Sophia xứ Neuburg          |  |  |  |  |  |  |  |  |                            |  |  |  |
| |                                     |  |  |  |  |  |  |  |  |                            |  |  |  |
| |                                     |  |  |  |  |  |  |  |  |                            |  |  |  |
| |                                     |  |  |  |  |  |  |  |  |                            |  |  |  |
| | 2. Pedro III của Bồ Đào Nha         |  |  |  |  |  |  |  |  |                            |  |  |  |
| |                                     |  |  |  |  |  |  |  |  |                            |  |  |  |
| |                                     |  |  |  |  |  |  |  |  |                            |  |  |  |
| |                                     |  |  |  |  |  |  |  |  |                            |  |  |  |
| | 10. Leopold I của Thánh chế La Mã   |  |  |  |  |  |  |  |  |                            |  |  |  |
| |                                     |  |  |  |  |  |  |  |  |                            |  |  |  |
| |                                     |  |  |  |  |  |  |  |  |                            |  |  |  |
| |                                     |  |  |  |  |  |  |  |  |                            |  |  |  |
| | 5. Maria Anna của Áo                |  |  |  |  |  |  |  |  |                            |  |  |  |
| |                                     |  |  |  |  |  |  |  |  |                            |  |  |  |
| |                                     |  |  |  |  |  |  |  |  |                            |  |  |  |
| |                                     |  |  |  |  |  |  |  |  |                            |  |  |  |
| | 11. Eleonore Magdalene xứ Neuburg   |  |  |  |  |  |  |  |  |                            |  |  |  |
| |                                     |  |  |  |  |  |  |  |  |                            |  |  |  |
| |                                     |  |  |  |  |  |  |  |  |                            |  |  |  |
| |                                     |  |  |  |  |  |  |  |  |                            |  |  |  |
| | 1. John VI of Portugal              |  |  |  |  |  |  |  |  |                            |  |  |  |
| |                                     |  |  |  |  |  |  |  |  |                            |  |  |  |
| |                                     |  |  |  |  |  |  |  |  |                            |  |  |  |
| |                                     |  |  |  |  |  |  |  |  |                            |  |  |  |
| | 12. João V của Bồ Đào Nha (= 4)     |  |  |  |  |  |  |  |  |                            |  |  |  |
| |                                     |  |  |  |  |  |  |  |  |                            |  |  |  |
| |                                     |  |  |  |  |  |  |  |  |                            |  |  |  |
| |                                     |  |  |  |  |  |  |  |  |                            |  |  |  |
| | 6. José I của Bồ Đào Nha            |  |  |  |  |  |  |  |  |                            |  |  |  |
| |                                     |  |  |  |  |  |  |  |  |                            |  |  |  |
| |                                     |  |  |  |  |  |  |  |  |                            |  |  |  |
| |                                     |  |  |  |  |  |  |  |  |                            |  |  |  |
| | 13. Maria Anna của Áo (= 5)         |  |  |  |  |  |  |  |  |                            |  |  |  |
| |                                     |  |  |  |  |  |  |  |  |                            |  |  |  |
| |                                     |  |  |  |  |  |  |  |  |                            |  |  |  |
| |                                     |  |  |  |  |  |  |  |  |                            |  |  |  |
| | 3. Maria I của Bồ Đào Nha           |  |  |  |  |  |  |  |  |                            |  |  |  |
| |                                     |  |  |  |  |  |  |  |  |                            |  |  |  |
| |                                     |  |  |  |  |  |  |  |  |                            |  |  |  |
| |                                     |  |  |  |  |  |  |  |  |                            |  |  |  |
| | 14. Felipe V của Tây Ban Nha        |  |  |  |  |  |  |  |  |                            |  |  |  |
| |                                     |  |  |  |  |  |  |  |  |                            |  |  |  |
| |                                     |  |  |  |  |  |  |  |  |                            |  |  |  |
| |                                     |  |  |  |  |  |  |  |  |                            |  |  |  |
| | 7. Mariana Victoria của Tây Ban Nha |  |  |  |  |  |  |  |  |                            |  |  |  |
| |                                     |  |  |  |  |  |  |  |  |                            |  |  |  |
| |                                     |  |  |  |  |  |  |  |  |                            |  |  |  |
| |                                     |  |  |  |  |  |  |  |  |                            |  |  |  |
| | 15. Elisabeth Farnese               |  |  |  |  |  |  |  |  |                            |  |  |  |
| |                                     |  |  |  |  |  |  |  |  |                            |  |  |  |
| |                                     |  |  |  |  |  |  |  |  |                            |  |  |  |